# Germania ai Giochi della XXX Olimpiade
La Germania ha partecipato ai Giochi della XXX Olimpiade di Londra che si sono svolti dal 27 luglio al 12 agosto 2012. È stata la 6ª partecipazione consecutiva degli atleti tedeschi ai giochi olimpici estivi, dopo la riunificazione del 1990.
Gli atleti della delegazione tedesca sono stati 392 (218 uomini e 174 donne), in 23 discipline. Alla cerimonia di apertura la portabandiera è stata la giocatrice di hockey su prato Natascha Keller, mentre il portabandiera della cerimonia di chiusura è stato il canottiere Kristof Wilke.
La Germania ha ottenuto un totale di 44 medaglie (11 ori, 19 argenti e 14 bronzi).

## Medaglie
| Riepilogo quotidiano | Riepilogo quotidiano | Riepilogo quotidiano | Riepilogo quotidiano | Riepilogo quotidiano | Riepilogo quotidiano | Riepilogo quotidiano |
| -------------------- | -------------------- | -------------------- | -------------------- | -------------------- | -------------------- | -------------------- |
| Giorno               | Data                 |                      |                      |                      | Totale               |                      |
| 1º                   | 27                   | —                    | —                    | —                    | —                    |                      |
| 2º                   | 28                   | 0                    | 0                    | 0                    | 0                    |                      |
| 3º                   | 29                   | 0                    | 0                    | 0                    | 0                    |                      |
| 4º                   | 30                   | 0                    | 1                    | 0                    | 1                    |                      |
| 5º                   | 31                   | 2                    | 2                    | 1                    | 5                    |                      |
| 6º                   | 1                    | 1                    | 5                    | 1                    | 7                    |                      |
| 7º                   | 2                    | 1                    | 0                    | 3                    | 4                    |                      |
| 8º                   | 3                    | 1                    | 1                    | 1                    | 3                    |                      |
| 9º                   | 4                    | 0                    | 1                    | 0                    | 1                    |                      |
| 10º                  | 5                    | 0                    | 0                    | 1                    | 1                    |                      |
| 11º                  | 6                    | 0                    | 0                    | 0                    | 0                    |                      |
| 12º                  | 7                    | 1                    | 4                    | 0                    | 5                    |                      |
| 13º                  | 8                    | 1                    | 1                    | 3                    | 5                    |                      |
| 14º                  | 9                    | 3                    | 1                    | 1                    | 5                    |                      |
| 15º                  | 10                   | 0                    | 2                    | 3                    | 5                    |                      |
| 16º                  | 11                   | 1                    | 1                    | 0                    | 2                    |                      |
| 17º                  | 12                   | 0                    | 0                    | 0                    | 0                    |                      |
| Totale               | Totale               | 11                   | 19                   | 14                   | 44                   |                      |

### Medagliere per discipline
| Sport            | Oro | Argento | Bronzo | Totale |
| ---------------- | --- | ------- | ------ | ------ |
| Canoa/Kayak      | 3   | 2       | 3      | 8      |
| Equitazione      | 2   | 1       | 1      | 4      |
| Canottaggio      | 2   | 1       | 0      | 3      |
| Atletica Leggera | 1   | 4       | 3      | 8      |
| Ciclismo         | 1   | 4       | 1      | 6      |
| Beach volley     | 1   | 0       | 0      | 1      |
| Hockey su prato  | 1   | 0       | 0      | 1      |
| Judo             | 0   | 2       | 2      | 4      |
| Ginnastica       | 0   | 3       | 0      | 3      |
| Scherma          | 0   | 1       | 1      | 2      |
| Nuoto            | 0   | 1       | 0      | 1      |
| Tennis tavolo    | 0   | 0       | 2      | 2      |
| Taekwondo        | 0   | 0       | 1      | 1      |
| Totale           | 11  | 19      | 14     | 44     |

### Medaglie d'oro
| Medaglia | Nome | Sport            | Evento                        |
| --- | --- | ---------------- | ----------------------------- |
| Oro | Sandra Auffarth Michael Jung Ingrid Klimke Dirk Schrade Peter Thomsen | Equitazione      | Concorso completo a squadre   |
| Oro | Michael Jung | Equitazione      | Concorso completo individuale |
| Oro | Filip Adamski Andreas Kuffner Eric Johannesen Maximilian Reinelt Richard Schmidt Lukas Müller Florian Mennigen Kristof Wilke Martin Sauer | Canottaggio      | Otto maschile                 |
| Oro | Kristina Vogel Miriam Welte | Ciclismo         | Velocità a squadre femminile  |
| Oro | Karl Schulze Philipp Wende Lauritz Schoof Tim Grohmann | Canottaggio      | 4 di coppia maschile          |
| Oro | Robert Harting | Atletica leggera | Lancio del disco maschile     |
| Oro | Sebastian Brendel | Canoa/Kayak      | Velocità C1 1000 m maschile   |
| Oro | Peter Kretschmer Kurt Kuschela | Canoa/Kayak      | Velocità C2 1000 m maschile   |
| Oro | Franziska Weber Tina Dietze | Canoa/Kayak      | Velocità K2 500 m femminile   |
| Oro | Julius Brink Jonas Reckermann | Beach volley     | Torneo maschile               |
| Oro | Nazionale di hockey su prato maschile \| Oskar Deecke Florian Fuchs Moritz Fürste Martin Häner Tobias Hauke Oliver Korn Maximilian Müller Jan-Philipp Rabente \| Thilo Stralkowski Max Weinhold Benjamin Wess Timo Weß Christopher Wesley Matthias Witthaus Christopher Zeller Philipp Zeller \| | Hockey su prato  | Torneo maschile               |
| Oskar Deecke Florian Fuchs Moritz Fürste Martin Häner Tobias Hauke Oliver Korn Maximilian Müller Jan-Philipp Rabente | Thilo Stralkowski Max Weinhold Benjamin Wess Timo Weß Christopher Wesley Matthias Witthaus Christopher Zeller Philipp Zeller |                  |                               |

### Medaglie d'argento
| Medaglia | Nome                                                                 | Sport            | Evento                           |
| -------- | -------------------------------------------------------------------- | ---------------- | -------------------------------- |
| Argento  | Britta Heidemann                                                     | Scherma          | Spada individuale femminile      |
| Argento  | Sideris Tasiadis                                                     | Canoa/kayak      | Slalom C1 maschile               |
| Argento  | Ole Bischof                                                          | Judo             | 81 kg maschile                   |
| Argento  | Annekatrin Thiele Carina Bär Julia Richter Britta Oppelt             | Canottaggio      | 4 di coppia femminile            |
| Argento  | Judith Arndt                                                         | Ciclismo         | Cronometro femminile             |
| Argento  | Tony Martin                                                          | Ciclismo         | Cronometro maschile              |
| Argento  | Kerstin Thiele                                                       | Judo             | 70 kg femminile                  |
| Argento  | Marcel Nguyen                                                        | Ginnastica       | Concorso individuale maschile    |
| Argento  | David Storl                                                          | Atletica leggera | Getto del peso maschile          |
| Argento  | Lilli Schwarzkopf                                                    | Atletica leggera | Eptathlon                        |
| Argento  | Marcel Nguyen                                                        | Ginnastica       | Parallele simmetriche            |
| Argento  | Fabian Hambüchen                                                     | Ginnastica       | Sbarra                           |
| Argento  | Helen Langehanenberg Dorothee Schneider Kristina Sprehe              | Equitazione      | Dressage a squadre               |
| Argento  | Maximilian Levy                                                      | Ciclismo         | Keirin maschile                  |
| Argento  | Carolin Leonhardt Franziska Weber Katrin Wagner-Augustin Tina Dietze | Canoa/kayak      | K4 500 m femminile               |
| Argento  | Christina Obergföll                                                  | Atletica leggera | Lancio del giavellotto femminile |
| Argento  | Thomas Lurz                                                          | Nuoto            | 10 km maschili                   |
| Argento  | Björn Otto                                                           | Atletica leggera | Salto con l'asta maschile        |
| Argento  | Sabine Spitz                                                         | Ciclismo         | Cross country femminile          |

### Medaglie di bronzo
| Medaglia | Nome                                                             | Sport            | Evento                           |
| -------- | ---------------------------------------------------------------- | ---------------- | -------------------------------- |
| Bronzo   | Sandra Auffarth                                                  | Equitazione      | Concorso completo individuale    |
| Bronzo   | Hannes Aigner                                                    | Canoa/kayak      | Slalom K1 maschile               |
| Bronzo   | Dimitrij Ovtcharov                                               | Tennistavolo     | Singolo maschile                 |
| Bronzo   | Dimitri Peters                                                   | Judo             | 100 kg maschile                  |
| Bronzo   | René Enders Maximilian Levy Robert Förstemann                    | Ciclismo         | Velocità a squadre maschile      |
| Bronzo   | Andreas Tölzer                                                   | Judo             | +100 kg maschile                 |
| Bronzo   | Sebastian Bachmann Peter Joppich Benjamin Kleibrink André Weßels | Scherma          | Fioretto a squadre maschile      |
| Bronzo   | Max Hoff                                                         | Canoa/kayak      | K1 1000 m maschile               |
| Bronzo   | Martin Hollstein Andreas Ihle                                    | Canoa/kayak      | K2 1000 m maschile               |
| Bronzo   | Timo Boll Dimitrij Ovtcharov Bastian Steger                      | Tennistavolo     | Squadre maschile                 |
| Bronzo   | Linda Stahl                                                      | Atletica leggera | Lancio del giavellotto femminile |
| Bronzo   | Betty Heidler                                                    | Atletica leggera | Lancio del martello femminile    |
| Bronzo   | Raphael Holzdeppe                                                | Atletica leggera | Salto con l'asta maschile        |
| Bronzo   | Helena Fromm                                                     | Taekwondo        | 67 kg femminile                  |

## Atletica leggera
| Q | Qualificato al turno successivo per la posizione in qualificazione                                                           |
| q | Qualificato per il turno successivo per ripescaggio o, negli eventi su campo, conquistando la misura minima per qualificarsi |

### Maschile
Eventi di corsa su pista e strada
| Atleta                                                                    | Evento            | Batteria  | Batteria  | Semifinale      | Semifinale      | Finale          | Finale          |
| Atleta                                                                    | Evento            | Risultato | Posizione | Risultato       | Posizione       | Risultato       | Posizione       |
| ------------------------------------------------------------------------- | ----------------- | --------- | --------- | --------------- | --------------- | --------------- | --------------- |
| Erik Balnuweit                                                            | 110 m ostacoli    | 13"77     | 6°        | non qualificato | non qualificato | non qualificato | non qualificato |
| Matthias Bühler                                                           | 110 m ostacoli    | 13"68     | 6°        | non qualificato | non qualificato | non qualificato | non qualificato |
| Arne Gabius                                                               | 5000 m            | 13'28"01  | 7°        | N.D.            | N.D.            | non qualificato | non qualificato |
| André Höhne                                                               | Marcia 20 km      | N.D.      | N.D.      | N.D.            | N.D.            | 1h 22'02"       | 21°             |
| André Höhne                                                               | Marcia 50 km      | N.D.      | N.D.      | N.D.            | N.D.            | 3h 44'26"       | 11°             |
| Alexander John                                                            | 110 m ostacoli    | 13"67     | 6°        | non qualificato | non qualificato | non qualificato | non qualificato |
| Christopher Linke                                                         | Marcia 50 km      | N.D.      | N.D.      | N.D.            | N.D.            | 3h 49'19"       | 24°             |
| Sören Ludolph                                                             | 800 m             | 1'48"57   | 7°        | non qualificato | non qualificato | non qualificato | non qualificato |
| Silvio Schirrmeister                                                      | 400 m ostacoli    | 50"21     | 4°        | non qualificato | non qualificato | non qualificato | non qualificato |
| Carsten Schlangen                                                         | 1500 m            | 3'41"51   | 6° Q      | 3'38"23         | 11°             | non qualificato | non qualificato |
| Steffen Uliczka                                                           | 3000 m siepi      | 8'41"08   | 13°       | N.D.            | N.D.            | non qualificato | non qualificato |
| Lucas Jakubczyk Martin Keller Alexander Kosenkow Julian Reus Tobias Unger | Staffetta 4×100 m | 38"37     | 7°        | N.D.            | N.D.            | non qualificati | non qualificati |
| Kamghe Gaba Eric Krüger Jonas Plass Thomas Schneider                      | Staffetta 4×400 m | 3'03"50   | 6°        | N.D.            | N.D.            | non qualificati | non qualificati |

Eventi su campo
| Atleta            | Evento                 | Qualifica | Qualifica | Finale          | Finale          |
| Atleta            | Evento                 | Distanza  | Posizione | Distanza        | Posizione       |
| ----------------- | ---------------------- | --------- | --------- | --------------- | --------------- |
| Ralf Bartels      | Getto del peso         | 20,00 m   | 16°       | non qualificato | non qualificato |
| Sebastian Bayer   | Salto in lungo         | 7,92 m    | 12° q     | 8,10 m          | 5°              |
| Alyn Camara       | Salto in lungo         | 7,72 m    | 22°       | non qualificato | non qualificato |
| Matthias de Zordo | Lancio del giavellotto | NM        | -         | non qualificato | non qualificato |
| Tino Häber        | Lancio del giavellotto | 80,39 m   | 12° q     | 81,21 m         | 8°              |
| Robert Harting    | Lancio del disco       | 66,22 m   | 2° Q      | 68,27 m         |                 |
| Raphael Holzdeppe | Salto con l'asta       | 5,65 m    | =1° q     | 5,91 m          |                 |
| Malte Mohr        | Salto con l'asta       | 5,50 m    | =9° q     | 5,50 m          | =9°             |
| Markus Münch      | Lancio del disco       | 59,95 m   | 30°       | non qualificato | non qualificato |
| Björn Otto        | Salto con l'asta       | 5,50 m    | =9° q     | 5,91 m          |                 |
| Christian Reif    | Salto in lungo         | 7,92 m    | 13°       | non qualificato | non qualificato |
| David Storl       | Getto del peso         | 21,15 m   | 2° Q      | 21,86 m         |                 |
| Martin Wierig     | Lancio del disco       | 64,13 m   | 8° q      | 65,85 m         | 6°              |

Eventi combinati
| Atleta             | Evento    |           | 100 m | SL     | LP      | SA     | 400 m | 110H  | LD      | SAT    | LG      | 1500 m  | Finale | Posizione |
| ------------------ | --------- | --------- | ----- | ------ | ------- | ------ | ----- | ----- | ------- | ------ | ------- | ------- | ------ | --------- |
| Pascal Behrenbruch | Decathlon | Risultato | 11"06 | 7,15 m | 15,67 m | 1,96 m | 50"04 | 14"33 | 44,71 m | 4,70 m | 64,80 m | 4'37"46 | 8126   | 10°       |
| Pascal Behrenbruch | Decathlon | Punti     | 847   | 850    | 831     | 767    | 813   | 932   | 761     | 819    | 810     | 696     | 8126   | 10°       |
| Rico Freimuth      | Decathlon | Risultato | 10"65 | 7,21 m | 14,87 m | 1,90 m | 48"06 | 13"89 | 49,11 m | 4,90 m | 57,37 m | 4'37"62 | 8320   | 6°        |
| Rico Freimuth      | Decathlon | Punti     | 940   | 864    | 782     | 714    | 906   | 989   | 852     | 880    | 698     | 695     | 8320   | 6°        |
| Jan-Felix Knobel   | Decathlon | Risultato | 11"42 | 7,05 m | 15,29 m | 1,90 m | 49"87 | 15"03 | 46,10 m | 4,40 m | DNS     | —       | DNF    | DNF       |
| Jan-Felix Knobel   | Decathlon | Punti     | 769   | 826    | 808     | 714    | 821   | 846   | 790     | 731    | 0       | —       | DNF    | DNF       |

### Femminile
Eventi di corsa su pista e strada
| Atleta                                                                               | Evento            | Batteria  | Batteria  | Quarti di finale | Quarti di finale | Semifinale      | Semifinale      | Finale          | Finale          |
| Atleta                                                                               | Evento            | Risultato | Posizione | Risultato        | Posizione        | Risultato       | Posizione       | Risultato       | Posizione       |
| ------------------------------------------------------------------------------------ | ----------------- | --------- | --------- | ---------------- | ---------------- | --------------- | --------------- | --------------- | --------------- |
| Susanne Hahn                                                                         | Maratona          | N.D.      | N.D.      | N.D.             | N.D.             | N.D.            | N.D.            | 2h 30'22"       | 32ª             |
| Corinna Harrer                                                                       | 1500 m            | 4'07"83   | 10ª q     | N.D.             | N.D.             | 4'05"70         | 8ª              | non qualificata | non qualificata |
| Sabine Krantz                                                                        | Marcia 20 km      | N.D.      | N.D.      | N.D.             | N.D.             | N.D.            | N.D.            | DNF             | DNF             |
| Gesa Felicitas Krause                                                                | 3000 m siepi      | 9'24"91   | 1ª Q      | N.D.             | N.D.             | N.D.            | N.D.            | 9'23"52         | 8ª              |
| Irina Mikitenko                                                                      | Maratona          | N.D.      | N.D.      | N.D.             | N.D.             | N.D.            | N.D.            | 2h 26'44"       | 14ª             |
| Sabrina Mockenhaupt                                                                  | 10000 m           | N.D.      | N.D.      | N.D.             | N.D.             | N.D.            | N.D.            | 31'50"35        | 17ª             |
| Antje Möldner-Schmidt                                                                | 3000 m siepi      | 9'26"57   | 4ª Q      | N.D.             | N.D.             | N.D.            | N.D.            | 9'21"78         | 7ª              |
| Carolin Nytra                                                                        | 100 m ostacoli    | 13"30     | 3ª Q      | N.D.             | N.D.             | 13"31           | 7ª              | non qualificata | non qualificata |
| Tatjana Pinto                                                                        | 100 m             | Bye       | Bye       | 11"39            | 4ª               | non qualificata | non qualificata | non qualificata | non qualificata |
| Cindy Roleder                                                                        | 100 m ostacoli    | 13"06     | 4ª q      | N.D.             | N.D.             | 13"02           | 7ª              | non qualificata | non qualificata |
| Verena Sailer                                                                        | 100 m             | Bye       | Bye       | 11"12            | 3ª Q             | 11"25           | 6ª              | non qualificata | non qualificata |
| Melanie Seeger                                                                       | Marcia 20 km      | N.D.      | N.D.      | N.D.             | N.D.             | N.D.            | N.D.            | 1h 30'44"       | 19ª             |
| Anne Cibis Leena Günther Yasmin Kwadwo Tatjana Pinto Verena Sailer Marion Wagner     | Staffetta 4×100 m | 42"69     | 3ª Q      | N.D.             | N.D.             | N.D.            | N.D.            | 42"67           | 5ª              |
| Esther Cremer Maral Feizbakhsh Christiane Klopsch Fabienne Kohlmann Janin Lindenberg | Staffetta 4×400 m | 3'31"06   | 8ª        | N.D.             | N.D.             | N.D.            | N.D.            | non qualificate | non qualificate |

Eventi su campo
| Atleta              | Evento                 | Qualifica | Qualifica | Finale          | Finale          |
| Atleta              | Evento                 | Distanza  | Posizione | Distanza        | Posizione       |
| ------------------- | ---------------------- | --------- | --------- | --------------- | --------------- |
| Ariane Friedrich    | Salto in alto          | 1,93 m    | 14ª       | non qualificata | non qualificata |
| Julia Fischer       | Lancio del disco       | 60,23 m   | 20ª       | non qualificata | non qualificata |
| Betty Heidler       | Lancio del martello    | 74,44 m   | 3ª Q      | 77,13 m         |                 |
| Kathrin Klaas       | Lancio del martello    | 74,14 m   | 5ª Q      | 76,05 m         | 5ª              |
| Nadine Kleinert     | Getto del peso         | 18,36 m   | 13ª       | non qualificata | non qualificata |
| Sosthene Moguenara  | Salto in lungo         | 6,23 m    | 21ª       | non qualificata | non qualificata |
| Katharina Molitor   | Lancio del giavellotto | 62,05 m   | 9ª Q      | 62,89 m         | 6ª              |
| Nadine Müller       | Lancio del disco       | 65,89 m   | 2ª Q      | 65,94 m         | 5ª              |
| Christina Obergföll | Lancio del giavellotto | 66,14 m   | 2ª Q      | 65,16 m         |                 |
| Anna Rüh            | Lancio del disco       | 62,98 m   | 9ª q      | 61,36 m         | 10ª             |
| Lisa Ryzih          | Salto con l'asta       | 4,55 m    | 6ª q      | 4,45 m          | =6ª             |
| Christina Schwanitz | Getto del peso         | 18,62 m   | 9ª q      | 18,47 m         | 10ª             |
| Silke Spiegelburg   | Salto con l'asta       | 4,55 m    | 6ª q      | 4,65 m          | 4ª              |
| Linda Stahl         | Lancio del giavellotto | 64,78 m   | 4ª Q      | 64,91 m         |                 |
| Martina Strutz      | Salto con l'asta       | 4,55 m    | 7ª q      | 4,55 m          | 5ª              |
| Josephine Terlecki  | Getto del peso         | 17,78 m   | 19ª       | non qualificata | non qualificata |

Eventi combinati
| Atleta            | Evento    |           | 100H  | SA     | GP      | 200 m | SL     | LG      | 800 m   | Finale | Posizione |
| ----------------- | --------- | --------- | ----- | ------ | ------- | ----- | ------ | ------- | ------- | ------ | --------- |
| Julia Mächtig     | Eptathlon | Risultato | 14"54 | 1,68 m | 14,99 m | 25"38 | 4,06 m | 44,40 m | 2'20"34 | 5338   | 31ª       |
| Julia Mächtig     | Eptathlon | Punti     | 903   | 830    | 860     | 852   | 322    | 752     | 819     | 5338   | 31ª       |
| Jennifer Oeser    | Eptathlon | Risultato | 13"42 | 1,80 m | 14,16 m | 24"39 | 6,07 m | 46,61 m | DNF     | 5455   | 30ª       |
| Jennifer Oeser    | Eptathlon | Punti     | 1062  | 978    | 805     | 944   | 871    | 795     | 0       | 5455   | 30ª       |
| Lilli Schwarzkopf | Eptathlon | Risultato | 13"26 | 1,83 m | 14,77 m | 24"77 | 6,30 m | 51,73 m | 2'20"34 | 6649   |           |
| Lilli Schwarzkopf | Eptathlon | Punti     | 1086  | 1016   | 845     | 908   | 943    | 894     | 957     | 6649   |           |

## Badminton
Maschile
| Atleta                              | Evento  | Girone                             | Girone                                     | Girone                                         | Ottavi                             | Quarti               | Semifinale           | Finale               | Finale          |                 |
| Atleta                              | Evento  | Avversario Punteggio               | Avversario Punteggio                       | Posizione                                      | Avversario Punteggio               | Avversario Punteggio | Avversario Punteggio | Avversario Punteggio | Posizione       |                 |
| ----------------------------------- | ------- | ---------------------------------- | ------------------------------------------ | ---------------------------------------------- | ---------------------------------- | -------------------- | -------------------- | -------------------- | --------------- | --------------- |
| Marc Zwiebler                       | Singolo | M.A. Rasheed (MDV) V 21-9, 21-6    | D. Zavads'kyj (UKR) V 17-21, 21-10, 21-16  | 1º Q                                           | Chen J. (CHN) P 21-19, 12-21, 9-21 | non qualificato      | non qualificato      | non qualificato      | non qualificato |                 |
| Ingo Kindervater Johannes Schöttler | Doppio  | Cai Y./ Fu H. (CHN) P 20-22, 16-21 | Fang C.-m./ Lee S.-m. (TPE) P 15-21, 16-21 | R. Smith/ G. Warfe (AUS) V 16-21, 21-19, 21-14 | 3º                                 | N.D.                 | non qualificati      | non qualificati      | non qualificati | non qualificati |

Femminile
| Atleta         | Evento  | Girone                        | Girone                           | Girone               | Girone | Ottavi                           | Quarti               | Semifinale           | Finale               | Finale          |
| Atleta         | Evento  | Avversario Punteggio          | Avversario Punteggio             | Avversario Punteggio | Pos.   | Avversario Punteggio             | Avversario Punteggio | Avversario Punteggio | Avversario Punteggio | Posizione       |
| -------------- | ------- | ----------------------------- | -------------------------------- | -------------------- | ------ | -------------------------------- | -------------------- | -------------------- | -------------------- | --------------- |
| Juliane Schenk | Singolo | L. Griga (UKR) V 21-12, 21-14 | K. Gavnholt (CZE) V 21-18, 21-14 | N.D.                 | 1ª Q   | R. Inthanon (THA) P 16-21, 15-21 | non qualificata      | non qualificata      | non qualificata      | non qualificata |

Misto
| Atleta                       | Evento | Girone                               | Girone                                                 | Girone                                            | Girone | Quarti                                  | Semifinale           | Finale               | Finale          |
| Atleta                       | Evento | Avversario Punteggio                 | Avversario Punteggio                                   | Avversario Punteggio                              | Pos.   | Avversario Punteggio                    | Avversario Punteggio | Avversario Punteggio | Posizione       |
| ---------------------------- | ------ | ------------------------------------ | ------------------------------------------------------ | ------------------------------------------------- | ------ | --------------------------------------- | -------------------- | -------------------- | --------------- |
| Michael Fuchs Birgit Michels | Doppio | Zhang N./ Zhao Y. (CHN) P 6-21, 7-21 | A. Nikolaenko/ V. Sorokina (RUS) V 21-18, 12-21, 21-19 | C. Adcock/ I. Bankier (GBR) V 11-21, 21-17, 21-14 | 2º Q   | T. Ahmad/ L. Natsir (INA) P 15-21, 9-21 | non qualificati      | non qualificati      | non qualificati |

## Canoa/Kayak

### Velocità
| FA | Qualificato in finale A (per le medaglie)                       |
| FB | Qualificato in finale B (non per le medaglie)                   |
| Q  | Qualificato al turno successivo per posizione in qualificazione |
| q  | Qualificato al turno successivo per ripescaggio                 |

Maschile
| Atleta                                            | Evento     | Batteria | Batteria   | Semifinale | Semifinale | Finale   | Finale     |
| Atleta                                            | Evento     | Tempo    | Classifica | Tempo      | Classifica | Tempo    | Classifica |
| ------------------------------------------------- | ---------- | -------- | ---------- | ---------- | ---------- | -------- | ---------- |
| Sebastian Brendel                                 | C-1 200 m  | 41"511   | 2º Q       | 42"161     | 4º FB      | 45"852   | 15º        |
| Sebastian Brendel                                 | C-1 1000 m | 3'56"469 | 3º Q       | 3'52"122   | 1º FA      | 3'47"176 |            |
| Max Hoff                                          | K-1 1000 m | 3'30"709 | 2º Q       | 3'29"294   | 1º FA      | 3'27"759 |            |
| Ronald Rauhe                                      | K-1 200 m  | 36"817   | 4º Q       | 36"183     | 4º FA      | 37"553   | 8º         |
| Jonas Ems Ronald Rauhe                            | K-2 200 m  | 32"905   | 2º Q       | 32"662     | 2º FA      | 35"405   | 8º         |
| Martin Hollstein Andreas Ihle                     | K-2 1000 m | 3'15"263 | 1º FA      | Bye        | Bye        | 3'10"117 |            |
| Peter Kretschmer Kurt Kuschela                    | C-2 1000 m | 3'34"435 | 1º FA      | Bye        | Bye        | 3'33"804 |            |
| Norman Bröckl Marcus Groß Max Hoff Tim Wieskötter | K-4 1000 m | 2'56"987 | 2º Q       | 2'53"575   | 2º FA      | 2'56"172 | 4º         |

Femminile
| Atleta                                                               | Evento    | Batteria | Batteria   | Semifinale | Semifinale | Finale   | Finale     |
| Atleta                                                               | Evento    | Tempo    | Classifica | Tempo      | Classifica | Tempo    | Classifica |
| -------------------------------------------------------------------- | --------- | -------- | ---------- | ---------- | ---------- | -------- | ---------- |
| Silke Hörmann                                                        | K-1 200 m | 42"697   | 4ª Q       | 42"005     | 6ª FB      | 45"686   | 15ª        |
| Katrin Wagner-Augustin                                               | K-1 500 m | 1'53"438 | 3ª Q       | 1'53"241   | 4ª FB      | 1'52"402 | 9ª         |
| Tina Dietze Franziska Weber                                          | K-2 500 m | 1'44"195 | 2ª Q       | 1'41"543   | 1ª FA      | 1'42"213 |            |
| Tina Dietze Carolin Leonhardt Katrin Wagner-Augustin Franziska Weber | K-4 500 m | 1'31"633 | 1ª FA      | Bye        | Bye        | 1'31"298 |            |

### Slalom
Maschile
| Atleta                     | Evento | Qualificazioni | Qualificazioni | Qualificazioni | Qualificazioni | Qualificazioni | Qualificazioni | Semifinali      | Semifinali      | Semifinali      | Finale          | Finale          | Finale          |
| Atleta                     | Evento | 1ª manche      | Pos.           | 2ª manche      | Pos.           | Migliore       | Posizione      | Penalità        | Tempo           | Posizione       | Penalità        | Tempo           | Posizione       |
| -------------------------- | ------ | -------------- | -------------- | -------------- | -------------- | -------------- | -------------- | --------------- | --------------- | --------------- | --------------- | --------------- | --------------- |
| Hannes Aigner              | K-1    | 92"56          | 11º            | 83"49          | 1º             | 83"49          | 1º Q           | 2"              | 97"60           | 5º Q            | 0"              | 94"92           |                 |
| Sideris Tasiadis           | C-1    | 96"12          | 7º             | 92"83          | 3º             | 92"83          | 4º Q           | 0"              | 98"94           | 1º Q            | 0"              | 98"09           |                 |
| Frank Henze David Schröder | C-2    | 107"50         | 9º             | 107"79         | 8º             | 107"50         | 11º            | non qualificati | non qualificati | non qualificati | non qualificati | non qualificati | non qualificati |

Femminile
| Atleta            | Evento | Qualificazioni | Qualificazioni | Qualificazioni | Qualificazioni | Qualificazioni | Qualificazioni | Semifinali | Semifinali | Semifinali | Finale   | Finale | Finale    |
| Atleta            | Evento | 1ª manche      | Pos.           | 2ª manche      | Pos.           | Migliore       | Posizione      | Penalità   | Tempo      | Posizione  | Penalità | Tempo  | Posizione |
| ----------------- | ------ | -------------- | -------------- | -------------- | -------------- | -------------- | -------------- | ---------- | ---------- | ---------- | -------- | ------ | --------- |
| Jasmin Schornberg | K-1    | 106"27         | 6ª             | 102"14         | 1ª             | 102"14         | 8ª Q           | 0"         | 112"25     | 7ª Q       | 0"       | 110"97 | 5ª        |

## Canottaggio
| FA   | Qualificato in finale A (per le medaglie)     |
| FB   | Qualificato in finale B (non per le medaglie) |
| FC   | Qualificato in finale C (non per le medaglie) |
| FD   | Qualificato in finale D (non per le medaglie) |
| FE   | Qualificato in finale E (non per le medaglie) |
| FF   | Qualificato in finale F (non per le medaglie) |
| SA/B | Semifinali A/B                                |
| SC/D | Semifinali C/D                                |
| SE/F | Semifinali E/F                                |
| QF   | Qualificato ai quarti di finale               |
| R    | Ripescaggio                                   |

Maschile
| Atleta | Evento            | Batteria | Batteria  | Ripescaggio | Ripescaggio | Quarti di finale | Quarti di finale | Semifinali | Semifinali | Finale  | Finale    |
| Atleta | Evento            | Tempo    | Posizione | Tempo       | Posizione   | Tempo            | Posizione        | Tempo      | Posizione  | Tempo   | Posizione |
| --- | ----------------- | -------- | --------- | ----------- | ----------- | ---------------- | ---------------- | ---------- | ---------- | ------- | --------- |
| Marcel Hacker | Singolo           | 6'43"80  | 1° Q      | Bye         | Bye         | 6'54"18          | 2° SA/B          | 7'22"07    | 3° FA      | 7'10"21 | 6°        |
| Anton Braun Felix Drahotta | 2 senza           | 6'30"42  | 4° R      | 6'22"76     | 1° SA/B     | N.D.             | N.D.             | 7'02"16    | 5° FB      | 6'49"93 | 7°        |
| Eric Knittel Stephan Krüger | 2 di coppia       | 6'17"74  | 1° SA/B   | Bye         | Bye         | N.D.             | N.D.             | 6'22"54    | 4° FB      | 6'23"36 | 9°        |
| Lars Hartig Linus Lichtschlag | 2 di coppia p. l. | 6'49"44  | 2° SA/B   | Bye         | Bye         | N.D.             | N.D.             | 6'37"44    | 3° FA      | 6'49"07 | 6°        |
| Gregor Hauffe Urs Käufer Sebastian Schmidt Toni Seifert                                                                                          | 4 senza           | 5'49"84  | 2° SA/B   | Bye         | Bye         | N.D.             | N.D.             | 6'04"61    | 3° FA      | 6'16"37 | 6°        |
| Tim Grohmann Lauritz Schoof Karl Schulze Philipp Wende                                                                                           | 4 di coppia       | 5'39"69  | 1° SA/B   | Bye         | Bye         | N.D.             | N.D.             | 6'05"85    | 1° FA      | 5'42"48 |           |
| Jochen Kühner Martin Kühner Bastian Seibt Lars Wichert                                                                                           | 4 senza p.l.      | 5'52"05  | 3° SA/B   | Bye         | Bye         | N.D.             | N.D.             | 6'02"10    | 4° FB      | 6'10"07 | 9°        |
| Filip Adamski Eric Johannesen Andreas Kuffner Florian Mennigen Lukas Müller Maximilian Reinelt Martin Sauer (tim.) Richard Schmidt Kristof Wilke | Otto              | 5'25"52  | 1° FA     | Bye         | Bye         | N.D.             | N.D.             | N.D.       | N.D.       | 5'48"75 |           |

Femminile
| Atleta | Evento            | Batteria | Batteria  | Ripescaggio | Ripescaggio | Quarti di finale | Quarti di finale | Semifinali | Semifinali | Finale          | Finale          |
| Atleta | Evento            | Tempo    | Posizione | Tempo       | Posizione   | Tempo            | Posizione        | Tempo      | Posizione  | Tempo           | Posizione       |
| --- | ----------------- | -------- | --------- | ----------- | ----------- | ---------------- | ---------------- | ---------- | ---------- | --------------- | --------------- |
| Marie-Louise Dräger | Singolo           | 7'44"23  | 3ª Q      | Bye         | Bye         | 7'52"17          | 3ª SA/B          | 8'01"05    | 6ª FB      | 8'11"71         | 11ª             |
| Kerstin Hartmann Marlene Sinnig | 2 senza           | 7'10"28  | 4ª R      | 7'10"28     | 2ª FA       | N.D.             | N.D.             | N.D.       | N.D.       | 7'42"06         | 6ª              |
| Tina Manker Stephanie Schiller | 2 di coppia       | 7'08"36  | 4ª R      | 7'18"37     | 4ª FB       | N.D.             | N.D.             | N.D.       | N.D.       | 7'33"32         | 9ª              |
| Lena Müller Anja Noske | 2 di coppia p. l. | 7'19"24  | 2ª SA/B   | Bye         | Bye         | N.D.             | N.D.             | 7'10"16    | 3ª FA      | 7'22"18         | 6ª              |
| Carina Bär Britta Oppelt Julia Richter Annekatrin Thiele                                                                                         | 4 di coppia       | 6'13"62  | 1ª FA     | Bye         | Bye         | N.D.             | N.D.             | N.D.       | N.D.       | 6'38"09         |                 |
| Nadja Drygalla Julia Lepke Kathrin Marchand Daniela Schulze Ronja Schütte Laura Schwensen (tim.) Ulrike Sennewald Constanze Siering Katrin Thiem | Otto              | 6'34"32  | 4ª R      | 6'27"69     | 5ª          | N.D.             | N.D.             | N.D.       | N.D.       | non qualificate | non qualificate |

## Ciclismo

### Ciclismo su strada
Maschile
| Atleta         | Evento         | Tempo     | Classifica |
| -------------- | -------------- | --------- | ---------- |
| John Degenkolb | Corsa in linea | 5h 48'49" | 104º       |
| Bert Grabsch   | Corsa in linea | 5h 46'47" | 94º        |
| Bert Grabsch   | Cronometro     | 53'18"04  | 8º         |
| André Greipel  | Corsa in linea | 5h 46'37" | 26º        |
| Tony Martin    | Corsa in linea | DNF       | DNF        |
| Tony Martin    | Cronometro     | 51'21"54  |            |
| Marcel Sieberg | Corsa in linea | 5h 47'08" | 101º       |

Femminile
| Atleta              | Evento         | Tempo     | Classifica |
| ------------------- | -------------- | --------- | ---------- |
| Judith Arndt        | Corsa in linea | 3h 36'28" | 37ª        |
| Judith Arndt        | Cronometro     | 37'50"29  |            |
| Charlotte Becker    | Corsa in linea | OTL       | OTL        |
| Ina-Yoko Teutenberg | Corsa in linea | 3h 35'56" | 4ª         |
| Trixi Worrack       | Corsa in linea | 3h 36'04" | 33ª        |
| Trixi Worrack       | Cronometro     | 39'30"73  | 9ª         |

### Ciclismo su pista

#### Velocità
Maschile
| Atleta                                        | Evento               | Qualificazione     | Qualificazione | Trentaduesimi                             | Ripescaggio 1             | Sedicesimi                | Ripescaggio 2                                              | Quarti di finale     | Semifinali                             | Finale                                                       | Finale |
| Atleta                                        | Evento               | Tempo Velocità     | Pos.           | Avversario Tempo Velocità                 | Avversario Tempo Velocità | Avversario Tempo Velocità | Avversario Tempo Velocità                                  | Avversario Risultato | Avversario Risultato                   | Avversario Risultato                                         | Pos.   |
| --------------------------------------------- | -------------------- | ------------------ | -------------- | ----------------------------------------- | ------------------------- | ------------------------- | ---------------------------------------------------------- | -------------------- | -------------------------------------- | ------------------------------------------------------------ | ------ |
| Robert Förstemann                             | Velocità individuale | 10"072 71,485 km/h | 4º             | B. Esterhuizen (RSA) V 11"100 64,864 km/h | Bye                       | N. Phillip (TRI) P        | P. Kelemen (CZE) B. Esterhuizen (RSA) V 10"881 66,170 km/h | G. Baugé (FRA) P     | non qualificato                        | 5º posto D. Dmitriev (RUS) J. Watkins (USA) A. Awang (MAS) P | 7º     |
| René Enders Maximilian Levy Robert Förstemann | Velocità a squadre   | 43"710 61,770 km/h | 5º Q           | N.D.                                      | N.D.                      | N.D.                      | N.D.                                                       | N.D.                 | Russia (RUS) V 43.178 62.531 km/h 3º Q | Australia (AUS) V 43.209 62.486 km/h                         |        |

Femminile
| Atleta                      | Evento               | Qualificazione     | Qualificazione | Trentaduesimi                       | Ripescaggio 1             | Sedicesimi                           | Ripescaggio 2             | Quarti di finale                       | Semifinali                              | Finale                          | Finale |
| Atleta                      | Evento               | Tempo Velocità     | Pos.           | Avversario Tempo Velocità           | Avversario Tempo Velocità | Avversario Tempo Velocità            | Avversario Tempo Velocità | Avversario Risultato                   | Avversario Risultato                    | Avversario Risultato            | Pos.   |
| --------------------------- | -------------------- | ------------------ | -------------- | ----------------------------------- | ------------------------- | ------------------------------------ | ------------------------- | -------------------------------------- | --------------------------------------- | ------------------------------- | ------ |
| Kristina Vogel              | Velocità individuale | 11"027 65,294 km/h | 4ª             | V. Cueff (FRA) V 11"605 62,042 km/h | Bye                       | L. Šulika (UKR) V 11"547 62,353 km/h | Bye                       | S. Krupeckaitė (LTU) V 11"541 V 11"568 | V. Pendleton (GBR) P                    | Guo S. (CHN) P                  | 4ª     |
| Kristina Vogel Miriam Welte | Velocità a squadre   | 32"630 55,163 km/h | 3ª Q           | N.D.                                | N.D.                      | N.D.                                 | N.D.                      | N.D.                                   | Francia (FRA) V 32.701 55.044 km/h 2ª Q | Cina (CHN) V 32.798 54.881 km/h |        |

#### Inseguimento
Femminile
| Atleta                                                        | Evento                 | Qualificazione | Qualificazione | Semifinale             | Semifinale | Finale                 | Finale    |
| Atleta                                                        | Evento                 | Tempo          | Posizione      | Avversario Risultato   | Posizione  | Avversario Risultato   | Posizione |
| ------------------------------------------------------------- | ---------------------- | -------------- | -------------- | ---------------------- | ---------- | ---------------------- | --------- |
| Judith Arndt Charlotte Becker Lisa Brennauer Madeleine Sandig | Inseguimento a squadre | 3'22"058       | 7ª Q           | Paesi Bassi P 3'21"086 | 7ª Q       | Bielorussia P 3'20"824 | 8ª        |

#### Keirin
Maschile
| Atleta          | Evento          | 1º turno  | Ripescaggio | Semifinale | Finale    |
| Atleta          | Evento          | Posizione | Posizione   | Posizione  | Posizione |
| --------------- | --------------- | --------- | ----------- | ---------- | --------- |
| Maximilian Levy | Keirin maschile | 1 Q       | Bye         | 1 Q        |           |

Femminile
| Atleta         | Evento           | 1º turno  | Ripescaggio | Semifinale | Finale    |
| Atleta         | Evento           | Posizione | Posizione   | Posizione  | Posizione |
| -------------- | ---------------- | --------- | ----------- | ---------- | --------- |
| Kristina Vogel | Keirin femminile | 1 Q       | Bye         | 6 Q        | 10ª       |

#### Omnium
Maschile
| Atleta      | Evento | Flying lap | Flying lap | Corsa a punti | Corsa a punti | Corsa a eliminazione | Inseguimento individuale | Inseguimento individuale | Scratch race | Chilometro da fermo | Chilometro da fermo | Punti totali | Classifica |
| Atleta      | Evento | Tempo      | Posizione  | Punti         | Posizione     | Posizione            | Tempo                    | Posizione                | Posizione    | Tempo               | Posizione           | Punti totali | Classifica |
| ----------- | ------ | ---------- | ---------- | ------------- | ------------- | -------------------- | ------------------------ | ------------------------ | ------------ | ------------------- | ------------------- | ------------ | ---------- |
| Roger Kluge | Omnium | 13"571     | 11°        | 79            | 1°            | 7°                   | 4'25"554                 | 5°                       | 4°           | 1'03"144            | 5°                  | 33           | 4°         |

### Mountain Bike
Maschile
| Atleta             | Evento        | Tempo     | Classifica |
| ------------------ | ------------- | --------- | ---------- |
| Manuel Fumic       | Cross-country | 1h 30'31" | 7°         |
| Robert Förstemann* | Cross-country | DNS       | DNS        |
| Moritz Milatz      | Cross-country | 1h 38'59" | 34°        |

- Förstemann era stato qualificato per la gara di Mountain Bike, ma ha partecipato alla gara di velocità su pista.

Femminile
| Atleta          | Evento        | Tempo     | Classifica |
| --------------- | ------------- | --------- | ---------- |
| Adelheid Morath | Cross-country | 1h 37'17" | 16ª        |
| Sabine Spitz    | Cross-country | 1h 31'54" |            |

### BMX
Maschile
| Atleta         | Evento      | Seeding   | Seeding   | Quarto di finale | Quarto di finale | Semifinale      | Semifinale      | Finale          | Finale          |
| Atleta         | Evento      | Risultato | Posizione | Punti            | Posizione        | Punti           | Posizione       | Risultato       | Posizione       |
| -------------- | ----------- | --------- | --------- | ---------------- | ---------------- | --------------- | --------------- | --------------- | --------------- |
| Maik Baier     | Individuale | 40"231    | 29°       | 31 p.ti          | 8°               | non qualificato | non qualificato | non qualificato | non qualificato |
| Luis Brethauer | Individuale | 39"431    | 19°       | 22 p.ti          | 5°               | non qualificato | non qualificato | non qualificato | non qualificato |

## Equitazione

### Salto ostacoli
| Atleta                                                                            | Cavallo        | Gara           | Qualificazione | Qualificazione | Qualificazione | Qualificazione | Qualificazione | Qualificazione  | Qualificazione  | Qualificazione  | Finale          | Finale          | Finale          | Finale          | Finale          | Totale   | Totale    |
| Atleta                                                                            | Cavallo        | Gara           | 1º turno       | 1º turno       | 2º turno       | 2º turno       | 2º turno       | 3º turno        | 3º turno        | 3º turno        | Round A         | Round A         | Round B         | Round B         | Round B         | Totale   | Totale    |
| Atleta                                                                            | Cavallo        | Gara           | Penalità       | Posizione      | Penalità       | Totale         | Posizione      | Penalità        | Totale          | Posizione       | Penalità        | Posizione       | Penalità        | Totale          | Posizione       | Penalità | Posizione |
| --------------------------------------------------------------------------------- | -------------- | -------------- | -------------- | -------------- | -------------- | -------------- | -------------- | --------------- | --------------- | --------------- | --------------- | --------------- | --------------- | --------------- | --------------- | -------- | --------- |
| Christian Ahlmann                                                                 | Codex One      | Individuale    | 15             | 69° *          | 4              | N.D.           | N.D.           | non qualificato | non qualificato | non qualificato | non qualificato | non qualificato | non qualificato | non qualificato | non qualificato | 15       | 69°       |
| Marcus Ehning                                                                     | Plot Blue      | Individuale    | 1              | =33° Q         | 4              | 5              | =27° Q         | 0               | 5               | =7° Q           | 0               | 1° Q            | 9               | 9               | =12°            | 9        | =12°      |
| Janne Friederike Meyer                                                            | Lambrasco      | Individuale    | 0              | =1ª Q          | 4              | 4              | =17ª Q         | 17              | 21              | =41ª            | non qualificata | non qualificata | non qualificata | non qualificata | non qualificata | 21       | =41ª      |
| Meredith Michaels-Beerbaum                                                        | Bella Donna ** | Individuale    | 0              | =1ª Q          | 8 #            | 8              | =31ª Q         | 1               | 9               | =22ª Q          | 8               | =23ª            | non qualificata | non qualificata | non qualificata | 8        | =23ª      |
| Christian Ahlmann Marcus Ehning Janne Friederike Meyer Meredith Michaels-Beerbaum | Come sopra     | Gara a squadre | N.D.           | N.D.           | N.D.           | N.D.           | N.D.           | N.D.            | N.D.            | N.D.            | 12              | =10°            | non qualificati | non qualificati | non qualificati | 12       | =10°      |

"#" indica i punteggi di ciascun cavallerizzo non considerati nella gara a squadre, in quanto sono conteggiati solo i migliori tre risultati.
* A causa del basso punteggio nel primo round, Christian Ahlmann non si è qualificato alla finale individuale. Tuttavia ha continuato la gara a squadre nella quale le penalità del primo round non sono state contate.
** Meredith Michaels-Beerbaum avrebbe dovuto gareggiare con il cavallo Monte Bellini. A causa di un'infezione contratta dal cavallo pochi giorni prima dei giochi, è stato sostituito da Bella Donna con cui Meredith Michaels-Beerbaum ha gareggiato nell'evento individuale e a squadre.

### Dressage
| Atleta                                                  | Cavallo    | Gara        | Grand Prix | Grand Prix | Grand Prix Special | Grand Prix Special | Grand Prix Freestyle | Grand Prix Freestyle | Totale          | Totale          |
| Atleta                                                  | Cavallo    | Gara        | Punteggio  | Classifica | Punteggio          | Classifica         | Tecnico              | Artistico            | Punteggio       | Classifica      |
| ------------------------------------------------------- | ---------- | ----------- | ---------- | ---------- | ------------------ | ------------------ | -------------------- | -------------------- | --------------- | --------------- |
| Anabel Balkenhol *                                      | Dablino    | Individuale | 70.973     | 24ª Q      | 73.032             | 19ª                | non qualificata      | non qualificata      | non qualificata | non qualificata |
| Helen Langehanenberg                                    | Damon Hill | Individuale | 81.140     | 3ª Q       | 78.937             | 4ª Q               | 81.036               | 87.571               | 84.303          | 4ª              |
| Dorothee Schneider                                      | Diva Royal | Individuale | 76.277     | 8ª Q       | 77.571             | 6ª Q               | 77.893               | 85.429               | 81.661          | 7ª              |
| Kristina Sprehe                                         | Desperados | Individuale | 79.119     | 4ª Q       | 76.254             | =7ª Q              | 78.893               | 83.857               | 81.375          | 8ª              |
| Helen Langehanenberg Dorothee Schneider Kristina Sprehe | Come sopra | A squadre   | 78.845     | 2ª         | 77.587             | 2ª                 | N.D.                 | N.D.                 | 78.216          |                 |

* Anabel Balkenhol ha preso parte solo al concorso individuale. Il suo punteggio non è stato conteggiato nel concorso a squadre.

### Concorso completo
| Atleta                                                                | Cavallo        | Gara        | Dressage | Dressage  | Cross-country | Cross-country | Cross-country | Salto ostacoli | Salto ostacoli | Salto ostacoli | Salto ostacoli  | Salto ostacoli  | Salto ostacoli  | Totale   | Totale    |
| Atleta                                                                | Cavallo        | Gara        | Dressage | Dressage  | Cross-country | Cross-country | Cross-country | Qualificazione | Qualificazione | Qualificazione | Finale          | Finale          | Finale          | Totale   | Totale    |
| Atleta                                                                | Cavallo        | Gara        | Penalità | Posizione | Penalità      | Totale        | Posizione     | Penalità       | Totale         | Posizione      | Penalità        | Totale          | Posizione       | Penalità | Posizione |
| --------------------------------------------------------------------- | -------------- | ----------- | -------- | --------- | ------------- | ------------- | ------------- | -------------- | -------------- | -------------- | --------------- | --------------- | --------------- | -------- | --------- |
| Sandra Auffarth                                                       | Opgun Louvo    | Individuale | 40,00    | 7ª        | 4,80          | 44,80         | 8ª            | 0,00           | 44,80          | 5ª Q           | 0,00            | 44,80           | 3ª              | 44,80    |           |
| Michael Jung                                                          | Sam            | Individuale | 40,60 #  | 11º       | 0,00          | 40,60         | 4º            | 0,00           | 40,60          | 2º Q           | 0,00            | 40,60           | 1º              | 40,60    |           |
| Ingrid Klimke                                                         | Butts Abraxxas | Individuale | 39,30    | 4ª        | 0,00          | 39,30         | 1ª            | 9,00           | 48,30          | 8ª Q           | ritirata *      | ritirata *      | ritirata *      | 48,30    | 25ª       |
| Dirk Schrade                                                          | King Artus     | Individuale | 39,80    | 6º        | 10,80         | 50,60 #       | 17º           | 0,00           | 50,60 #        | 10º **         | non qualificato | non qualificato | non qualificato | 50,60 #  | 26º       |
| Peter Thomsen                                                         | Barny          | Individuale | 58,50 #  | 58º       | 5,20          | 63,70 #       | 33º           | 8,00           | 71,70 #        | 30º            | non qualificato | non qualificato | non qualificato | 71,70 #  | 31º       |
| Sandra Auffarth Michael Jung Ingrid Klimke Dirk Schrade Peter Thomsen | Come sopra     | A squadre   | 119,10   | 1°        | 20,80         | 124,70        | 1°            | 17,00          | 133,70         | 1°             | N.D.            | N.D.            | N.D.            | 133,70   |           |

"#" indica i punteggi di ciascun cavallerizzo non considerati nella gara a squadre, in quanto sono conteggiati solo i migliori tre risultati.
* Ingrid Klimke si è ritirata per permettere al compagno Dirk Schrade di avanzare in finale.
** Dirk Schrade sarebbe stato qualificato, ma il regolamento ammette alla fase finale solo le tre migliori perestazioni per ogni nazione.

## Ginnastica

### Ginnastica artistica
Maschile
Squadre
| Atleta            | Evento             | Qualificazione | Qualificazione | Qualificazione | Qualificazione | Qualificazione | Qualificazione | Qualificazione | Qualificazione | Finale   | Finale   | Finale   | Finale   | Finale   | Finale   | Finale  | Finale    |
| Atleta            | Evento             | Attrezzo       | Attrezzo       | Attrezzo       | Attrezzo       | Attrezzo       | Attrezzo       | Totale         | Posizione      | Attrezzo | Attrezzo | Attrezzo | Attrezzo | Attrezzo | Attrezzo | Totale  | Posizione |
| Atleta            | Evento             | CL             | C              | A              | V              | P              | S              | Totale         | Posizione      | CL       | C        | A        | V        | P        | S        | Totale  | Posizione |
| ----------------- | ------------------ | -------------- | -------------- | -------------- | -------------- | -------------- | -------------- | -------------- | -------------- | -------- | -------- | -------- | -------- | -------- | -------- | ------- | --------- |
| Philipp Boy       | Concorso a squadre | 14,766         | 14,333         | 14,166         | 15,700         | 14,933         | 13,800         | 87,698         | 17º *          | 14,800   | 13,200   | N.D.     | 15,566   | N.D.     | 13,766   | N.D.    | N.D.      |
| Fabian Hambüchen  | Concorso a squadre | 15,133         | 14,100         | 14,766         | 15,833         | 15,300         | 15,633 Q       | 90,765         | 3º Q           | 15,066   | N.D.     | 14,858   | 15,633   | 15,400   | 16,166   | N.D.    | N.D.      |
| Sebastian Krimmer | Concorso a squadre | N.D.           | 14,833         | N.D.           | N.D.           | 14,633         | 14,600         | N.D.           | N.D.           | N.D.     | 14,733   | N.D.     | N.D.     | 14,533   | N.D.     | N.D.    | N.D.      |
| Marcel Nguyen     | Concorso a squadre | 15,433 Q       | 13,900         | 15,100         | 14,875         | 15,525 Q       | 15,000         | 89,833         | 3º Q           | 15,333   | N.D.     | 15,133   | 15,833   | 15,500   | 15,133   | N.D.    | N.D.      |
| Andreas Toba      | Concorso a squadre | 13,133         | N.D.           | 14,900         | 15,000         | N.D.           | N.D.           | N.D.           | N.D.           | N.D.     | 12,533   | 14,833   | N.D.     | N.D.     | N.D.     | N.D.    | N.D.      |
| Totale            | Concorso a squadre | 45,332         | 43,266         | 44,766         | 46,533         | 45,758         | 45,233         | 270,888        | 4º Q           | 45,199   | 40,466   | 44,824   | 47,032   | 45,433   | 45,065   | 268,019 | 7º        |

Finali individuali
| Atleta           | Evento                | Attrezzo | Attrezzo | Attrezzo | Attrezzo | Attrezzo | Attrezzo | Totale | Posizione |
| Atleta           | Evento                | CL       | C        | A        | V        | P        | S        | Totale | Posizione |
| ---------------- | --------------------- | -------- | -------- | -------- | -------- | -------- | -------- | ------ | --------- |
| Fabian Hambüchen | Concorso individuale  | 15,200   | 13,266   | 14,800   | 14,766   | 15,400   | 14,333   | 87,765 | 15º       |
| Fabian Hambüchen | Sbarra                | N.D.     | N.D.     | N.D.     | N.D.     | N.D.     | 16,400   | 16,400 |           |
| Marcel Nguyen    | Concorso individuale  | 15,300   | 13,666   | 15,666   | 15,666   | 15,833   | 15,833   | 91,031 |           |
| Marcel Nguyen    | Corpo libero          | 14,966   | N.D.     | N.D.     | N.D.     | N.D.     | N.D.     | 14,966 | 8º        |
| Marcel Nguyen    | Parallele simmetriche | N.D.     | N.D.     | N.D.     | N.D.     | 15,800   | N.D.     | 15,800 |           |

Femminile
Squadre
| Atleta             | Evento             | Qualificazione | Qualificazione | Qualificazione | Qualificazione | Qualificazione | Qualificazione | Finale          | Finale          | Finale          | Finale          | Finale          | Finale          |
| Atleta             | Evento             | Attrezzo       | Attrezzo       | Attrezzo       | Attrezzo       | Totale         | Posizione      | Attrezzo        | Attrezzo        | Attrezzo        | Attrezzo        | Totale          | Posizione       |
| Atleta             | Evento             | CL             | V              | PA             | T              | Totale         | Posizione      | CL              | V               | PA              | T               | Totale          | Posizione       |
| ------------------ | ------------------ | -------------- | -------------- | -------------- | -------------- | -------------- | -------------- | --------------- | --------------- | --------------- | --------------- | --------------- | --------------- |
| Janine Berger      | Concorso a squadre | 13,300         | 14,133 Q       | 12,866         | N.D.           | N.D.           | N.D.           | non qualificate | non qualificate | non qualificate | non qualificate | non qualificate | non qualificate |
| Kim Bui            | Concorso a squadre | 13,600         | N.D.           | 14,300         | 12,433         | N.D.           | N.D.           | non qualificate | non qualificate | non qualificate | non qualificate | non qualificate | non qualificate |
| Oksana Chusovitina | Concorso a squadre | N.D.           | 15,033 Q       | N.D.           | 13,700         | N.D.           | N.D.           | non qualificate | non qualificate | non qualificate | non qualificate | non qualificate | non qualificate |
| Nadine Jarosch     | Concorso a squadre | 13,300         | 12,866         | 13,866         | 12,933         | 52,965         | 35ª            | non qualificate | non qualificate | non qualificate | non qualificate | non qualificate | non qualificate |
| Elisabeth Seitz    | Concorso a squadre | 13,800         | 14,800         | 15,166 Q       | 12,700         | 56,466         | 14ª Q          | non qualificate | non qualificate | non qualificate | non qualificate | non qualificate | non qualificate |
| Totale             | Concorso a squadre | 43,966         | 43,332         | 39,333         | 40,700         | 167,331        | 9ª             | non qualificate | non qualificate | non qualificate | non qualificate | non qualificate | non qualificate |

Finali individuali
| Atleta             | Evento                 | Attrezzo | Attrezzo | Attrezzo | Attrezzo | Totale | Posizione |
| Atleta             | Evento                 | CL       | V        | PA       | T        | Totale | Posizione |
| ------------------ | ---------------------- | -------- | -------- | -------- | -------- | ------ | --------- |
| Janine Berger      | Volteggio              | N.D.     | 15,016   | N.D.     | N.D.     | 15,016 | 4ª        |
| Oksana Chusovitina | Volteggio              | N.D.     | 14,783   | N.D.     | N.D.     | 14,783 | 5ª        |
| Elisabeth Seitz    | Concorso individuale   | 13,633   | 14,766   | 15,166   | 13,800   | 57,365 | 10ª       |
| Elisabeth Seitz    | Parallele asimmetriche | N.D.     | N.D.     | 15,266   | N.D.     | 15,266 | 6ª        |

### Ginnastica ritmica
Femminile
| Atleta                   | Evento               | Qualificazione | Qualificazione | Qualificazione | Qualificazione | Qualificazione | Qualificazione | Finale          | Finale          | Finale          | Finale          | Finale          | Finale          |
| Atleta                   | Evento               | Attrezzo       | Attrezzo       | Attrezzo       | Attrezzo       | Totale         | Classifica     | Attrezzo        | Attrezzo        | Attrezzo        | Attrezzo        | Totale          | Classifica      |
| Atleta                   | Evento               | Cerchio        | Palla          | Clavi          | Nastro         | Totale         | Classifica     | Cerchio         | Palla           | Clavi           | Nastro          | Totale          | Classifica      |
| ------------------------ | -------------------- | -------------- | -------------- | -------------- | -------------- | -------------- | -------------- | --------------- | --------------- | --------------- | --------------- | --------------- | --------------- |
| Jana Berezko-Marggrander | Concorso individuale | 26,300         | 26,575         | 27,325         | 24,900         | 105,100        | 17ª            | non qualificata | non qualificata | non qualificata | non qualificata | non qualificata | non qualificata |

| Atleta                                                                               | Evento             | Qualificazione | Qualificazione      | Qualificazione | Qualificazione | Finale          | Finale              | Finale          | Finale          |
| Atleta                                                                               | Evento             | Attrezzo       | Attrezzo            | Totale         | Classifica     | Attrezzo        | Attrezzo            | Totale          | Classifica      |
| Atleta                                                                               | Evento             | 5 palle        | 3 nastri e 2 cerchi | Totale         | Classifica     | 5 palle         | 3 nastri e 2 cerchi | Totale          | Classifica      |
| ------------------------------------------------------------------------------------ | ------------------ | -------------- | ------------------- | -------------- | -------------- | --------------- | ------------------- | --------------- | --------------- |
| Mira Bimperling Nicole Müller Camilla Pfeffer Cathrin Puhl Sara Radman Judith Hauser | Concorso a squadre | 24,500         | 25,150              | 49,650         | 10ª            | non qualificate | non qualificate     | non qualificate | non qualificate |

### Trampolino elastico
Maschile
| Atleta         | Evento      | Qualificazioni | Qualificazioni | Finale          | Finale          |
| Atleta         | Evento      | Punteggio      | Classifica     | Punteggio       | Classifica      |
| -------------- | ----------- | -------------- | -------------- | --------------- | --------------- |
| Henrik Stehlik | Individuale | 106,065        | 9º             | non qualificato | non qualificato |

Femminile
| Atleta         | Evento      | Qualificazioni | Qualificazioni | Finale          | Finale          |
| Atleta         | Evento      | Punteggio      | Classifica     | Punteggio       | Classifica      |
| -------------- | ----------- | -------------- | -------------- | --------------- | --------------- |
| Anna Dogonadze | Individuale | 100,370        | 10ª            | non qualificata | non qualificata |

## Hockey su prato

### Maschile
Rosa
| N° | Naz.                | Ruolo | Sportivo                 | Anno |  |  |
| -- | ------------------- | ----- | ------------------------ | ---- |  |  |
| 4  | Germania (bandiera) |       | Maximilian Müller        | 1987 |  |  |
| 6  | Germania (bandiera) |       | Martin Häner             | 1988 |  |  |
| 7  | Germania (bandiera) |       | Oskar Deecke             | 1986 |  |  |
| 8  | Germania (bandiera) |       | Christopher Wesley       | 1987 |  |  |
| 9  | Germania (bandiera) |       | Moritz Fürste            | 1984 |  |  |
| 13 | Germania (bandiera) |       | Tobias Hauke             | 1987 |  |  |
| 14 | Germania (bandiera) |       | Jan-Philipp Rabente      | 1987 |  |  |
| 15 | Germania (bandiera) |       | Benjamin Wess            | 1985 |  |  |
| 17 | Germania (bandiera) |       | Timo Weß                 | 1982 |  |  |
| 18 | Germania (bandiera) |       | Oliver Korn              | 1984 |  |  |
| 19 | Germania (bandiera) |       | Christopher Zeller       | 1984 |  |  |
| 21 | Germania (bandiera) | P     | Max Weinhold             | 1982 |  |  |
| 22 | Germania (bandiera) |       | Matthias Witthaus        | 1982 |  |  |
| 23 | Germania (bandiera) |       | Florian Fuchs            | 1991 |  |  |
| 25 | Germania (bandiera) |       | Philipp Zeller           | 1983 |  |  |
| 26 | Germania (bandiera) |       | Thilo Stralkowski        | 1987 |  |  |
|    | Germania (bandiera) | P     | Nicolas Jacobi (riserva) | 1987 |  |  |
|    | Germania (bandiera) |       | Linus Butt (riserva)     | 1987 |  |  |

- Allenatore:  Markus Weise

Fase a gironi - Gruppo B
| Arbitri: | Colin Hutchinson Marcelo Servetto |

|                            |           |                     |
| F. Fuchs 13’ C. Zeller 45’ | Marcatori | 4’ (ac) J. Dekeyser |

| Arbitri: | David Gentles Nathan Stagno |

|  |           |                    |
|  | Marcatori | 33’ (ac) C. Zeller |

| Arbitri: | Kim Hong-Lae Gary Simmonds |

|                                                 |           |                                         |
| F. Fuchs 7’, 16’, 36’ O. Korn 24’ C. Wesley 34’ | Marcatori | 13’ (ac) V.R. Raghunath 62’ T. Khandker |

| Arbitri: | David Gentles Ged Curran |

|                                                               |           |                   |
| B. de Voogd 14’ T. de Nooijer 36’ M. van der Weerden 41’ (ac) | Marcatori | 3’ (ac) C. Zeller |

| Arbitri: | David Gentles Hamish Jamson |

|                                                                       |           |                                                                         |
| O. Deecke 10’ F. Fuchs 27’ T. Stralkowski 47’ (ac) C. Zeller 51’, 69’ | Marcatori | 4’ N. Wilson 6’ (ac) R. Petherick 21’ S. Jenness 30’ (ac), 36’ S. Child |

| Pos. | Squadra       | Pt | G | V | N | P | GF | GS | DR  |
| ---- | ------------- | -- | - | - | - | - | -- | -- | --- |
| 1    | Olanda        | 15 | 5 | 5 | 0 | 0 | 18 | 7  | +11 |
| 2    | Germania      | 10 | 5 | 3 | 1 | 1 | 14 | 11 | +3  |
| 3    | Belgio        | 7  | 5 | 2 | 1 | 2 | 8  | 7  | +1  |
| 4    | Corea del Sud | 6  | 5 | 2 | 0 | 3 | 9  | 8  | +1  |
| 5    | Nuova Zelanda | 5  | 5 | 1 | 2 | 2 | 10 | 14 | -4  |
| 5    | India         | 0  | 5 | 0 | 0 | 5 | 6  | 18 | -12 |

Semifinale
| Arbitri: | Gary Simmonds Hamish Jamson |

|                             |           |                                                                 |
| K. Govers 22’ G. Turner 42’ | Marcatori | 27’ (ac) M. Fürste 54’ M. Witthaus 59’ (ac) T. Weß 63’ F. Fuchs |

Finale
| Arbitri: | David Gentles Ged Curran |

|                       |           |                             |
| J.P. Rabente 33’, 66’ | Marcatori | 54’ (ac) M. van der Weerden |

### Femminile
Rosa
| N° | Naz.                | Ruolo | Sportivo                    | Anno |  |  |
| -- | ------------------- | ----- | --------------------------- | ---- |  |  |
| 1  | Germania (bandiera) | P     | Yvonne Frank                | 1980 |  |  |
| 4  | Germania (bandiera) |       | Mandy Haase                 | 1982 |  |  |
| 7  | Germania (bandiera) |       | Natascha Keller             | 1977 |  |  |
| 8  | Germania (bandiera) |       | Christina Schütze           | 1983 |  |  |
| 9  | Germania (bandiera) |       | Kristina Hillmann           | 1991 |  |  |
| 10 | Germania (bandiera) |       | Nina Hasselmann             | 1986 |  |  |
| 13 | Germania (bandiera) |       | Katharina Otte              | 1987 |  |  |
| 16 | Germania (bandiera) |       | Fanny Rinne                 | 1980 |  |  |
| 18 | Germania (bandiera) |       | Lisa Hahn                   | 1989 |  |  |
| 19 | Germania (bandiera) |       | Jennifer Plass              | 1985 |  |  |
| 23 | Germania (bandiera) |       | Marie Mävers                | 1991 |  |  |
| 24 | Germania (bandiera) |       | Maike Stöckel               | 1984 |  |  |
| 25 | Germania (bandiera) |       | Janne Müller-Wieland        | 1986 |  |  |
| 26 | Germania (bandiera) |       | Celine Wilde                | 1990 |  |  |
| 27 | Germania (bandiera) |       | Anke Brockmann              | 1988 |  |  |
| 28 | Germania (bandiera) |       | Julia Müller                | 1985 |  |  |
|    | Germania (bandiera) | P     | Kristina Reynolds (riserva) | 1984 |  |  |
|    | Germania (bandiera) |       | Jana Teschke (riserva)      | 1990 |  |  |

- Allenatore:  Michael Behrmann

Fase a gironi - Gruppo B
| Arbitri: | Carol Metchette Wendy Stewart |

|                              |           |                      |
| F. Rinne 8’ (ac) L. Hahn 21’ | Marcatori | 56’ (ac) L. Crandall |

| Arbitri: | Frances Block Michelle Joubert |

|                 |           |                                                     |
| K. Otte 9’ (ac) | Marcatori | 20’ H. Munro 46’ (ac) A. Flanagan 53’ (ac) F. Boyce |

| Arbitri: | Elena Eskina Kang Hyun-Young |

|  |           |                                 |
|  | Marcatori | 25’ M. Mävers 44’ (ac) F. Rinne |

| Arbitri: | Julie Ashton-Lucy Chieko Soma |

|                        |           |                                                        |
| N. Hasselmann 67’ (ac) | Marcatori | 13’ S. Maccari 28’ (ac) L. Aymar 67’ R. Sánchez Moccia |

| Londra 6 agosto 2012, ore 8:30 BST | Nuova Zelanda                   | 0 – 0 referto | Germania | Riverbank Arena\| Arbitri: \| Soledad Iparraguirre Lisa Roach \| |
| Arbitri:                           | Soledad Iparraguirre Lisa Roach |               |          |                                                                  |

| Pos. | Squadra       | Pt | G | V | N | P | GF | GS | DR |
| ---- | ------------- | -- | - | - | - | - | -- | -- | -- |
| 1    | Argentina     | 10 | 5 | 3 | 1 | 1 | 12 | 4  | +8 |
| 2    | Nuova Zelanda | 10 | 5 | 3 | 1 | 1 | 9  | 5  | +4 |
| 3    | Australia     | 10 | 5 | 3 | 1 | 1 | 5  | 2  | +3 |
| 4    | Germania      | 7  | 5 | 2 | 1 | 2 | 6  | 7  | -1 |
| 5    | Sudafrica     | 3  | 5 | 1 | 0 | 4 | 9  | 14 | -5 |
| 6    | Stati Uniti   | 3  | 5 | 1 | 0 | 4 | 3  | 12 | -9 |

- Germania non qualificata ai quarti di finale.

7º e 8º posto
| Arbitri: | Carolina de la Fuente Claire Adenot |

|                     |           |                                                 |
| Cheon S.-K. 8’ (ac) | Marcatori | 6’, 16’ L. Hahn 55’ (ac) F. Rinne 70’ M. Mävers |

- Germania - Posizione nella classifica finale: 7º

## Judo
Maschile
| Atleta             | Evento  | Preliminari                    | 16-esimi                               | Ottavi                            | Quarti                       | Semifinali                           | Ripescaggio          | Med. bronzo                    | Finale                        | Posizione       |
| Atleta             | Evento  | Avversario Risultato           | Avversario Risultato                   | Avversario Risultato              | Avversario Risultato         | Avversario Risultato                 | Avversario Risultato | Avversario Risultato           | Avversario Risultato          | Posizione       |
| ------------------ | ------- | ------------------------------ | -------------------------------------- | --------------------------------- | ---------------------------- | ------------------------------------ | -------------------- | ------------------------------ | ----------------------------- | --------------- |
| Tobias Englmaier   | −60 kg  | H. Davtyan (ARM) P (0002-1011) | non qualificato                        | non qualificato                   | non qualificato              | non qualificato                      | non qualificato      | non qualificato                | non qualificato               | non qualificato |
| Christopher Völk   | −73 kg  | Bye                            | Sainjargalyn N.-O. (MGL) P (0001-1001) | non qualificato                   | non qualificato              | non qualificato                      | non qualificato      | non qualificato                | non qualificato               | non qualificato |
| Ole Bischof        | −81 kg  | Bye                            | A. Ciano (ITA) V (0101-0001)           | I. Bozbayev (KAZ) V (1011-0012)   | T. Nakai (JPN) V (1010-0000) | T. Stevens (USA) V (0000-0000) GS    | Bye                  | Bye                            | Kim J.-b. (KOR) P (0000-0200) |                 |
| Christophe Lambert | −90 kg  | N.D.                           | E. Məmmədov (AZE) P (0001–0111)        | non qualificato                   | non qualificato              | non qualificato                      | non qualificato      | non qualificato                | non qualificato               | non qualificato |
| Dimitri Peters     | −100 kg | N.D.                           | A. Zeevi (ISR) V (0100-0000)           | J. Borodavko (LAT) V (0011-0000)  | H. Grol (NED) V (0100-0000)  | T. Chajbulaev (RUS) P (0001-0000) GS | Bye                  | R. Sayidov (UZB) V (0210-0001) | non qualificato               |                 |
| Andreas Tölzer     | +100 kg | N.D.                           | A. Okruashvili (GEO) V (0201-0003)     | V. Simionescu (ROU) V (1001-0004) | B. Bor (HUN) V (0011-0002)   | A. Michajlin (RUS) P (0002-0011) GS  | Bye                  | I. Makaraŭ (BLR) V (1000-0001) | non qualificato               |                 |

Femminile
| Atleta          | Evento | 16-esimi                           | Ottavi                             | Quarti                       | Semifinali                     | Ripescaggio          | Med. bronzo          | Finale                         | Posizione       |
| Atleta          | Evento | Avversario Risultato               | Avversario Risultato               | Avversario Risultato         | Avversario Risultato           | Avversario Risultato | Avversario Risultato | Avversario Risultato           | Posizione       |
| --------------- | ------ | ---------------------------------- | ---------------------------------- | ---------------------------- | ------------------------------ | -------------------- | -------------------- | ------------------------------ | --------------- |
| Romy Tarangul   | -52 kg | N. Kuzjutina (RUS) V (0001-0000)   | R. Forciniti (ITA) P (0002-0010)   | non qualificata              | non qualificata                | non qualificata      | non qualificata      | non qualificata                | non qualificata |
| Miryam Roper    | -57 kg | Bye                                | R. Silva (BRA) P (0002-0021)       | non qualificata              | non qualificata                | non qualificata      | non qualificata      | non qualificata                | non qualificata |
| Claudia Malzahn | -63 kg | Bye                                | U. Žolnir (SLO) P (0000-1100)      | non qualificata              | non qualificata                | non qualificata      | non qualificata      | non qualificata                | non qualificata |
| Kerstin Thiele  | -70 kg | M. de Villiers (NZL) V (0010-0002) | A. Mészáros (HUN) V (0001-0001) GS | E. Bosch (NED) V (0101-0000) | Chen F. (CHN) V (0000-0001) GS | Bye                  | Bye                  | L. Décosse (FRA) P (0000-0120) |                 |
| Heide Wollert   | -78 kg | Bye                                | D. Pogorzelec (POL) P (0000-0200)  | non qualificata              | non qualificata                | non qualificata      | non qualificata      | non qualificata                | non qualificata |

## Lotta
| VT | Vittoria per atterramento                           |
| PP | Vittoria a punti (lo sconfitto con punti tecnici)   |
| PO | Vittoria a punti (lo sconfitto senza punti tecnici) |

### Libera
Maschile
| Atleta         | Evento  | Qualificazione       | Ottavi                                | Quarti               | Semifinali           | Ripescaggio Turno 2  | Ripescaggio Turno 2                  | Finale               | Pos. |
| Atleta         | Evento  | Avversario Risultato | Avversario Risultato                  | Avversario Risultato | Avversario Risultato | Avversario Risultato | Avversario Risultato                 | Avversario Risultato | Pos. |
| -------------- | ------- | -------------------- | ------------------------------------- | -------------------- | -------------------- | -------------------- | ------------------------------------ | -------------------- | ---- |
| Tim Schleicher | -60 kg  | Bye                  | T. Asgarov (AZE) P 1-3 PP (0-2, 1-7)  | non qualificato      | non qualificato      | Bye                  | K. Yumoto (JPN) P 1-3 PP (0-6, 2-3)  | non qualificato      | 10º  |
| Nick Matuhin   | -120 kg | Bye                  | A. Tajmazov (UZB) P 0-3 PO (0-4, 0-2) | non qualificato      | non qualificato      | Bye                  | K. Ghasemi (IRI) P 0-3 PO (0-1, 0-1) | non qualificato      | 17º  |

Femminile
| Atleta               | Evento | Qualificazione       | Ottavi                              | Quarti               | Semifinali           | Ripescaggio Turno 2  | Ripescaggio Turno 2  | Finale               | Pos. |
| Atleta               | Evento | Avversario Risultato | Avversario Risultato                | Avversario Risultato | Avversario Risultato | Avversario Risultato | Avversario Risultato | Avversario Risultato | Pos. |
| -------------------- | ------ | -------------------- | ----------------------------------- | -------------------- | -------------------- | -------------------- | -------------------- | -------------------- | ---- |
| Alexandra Engelhardt | -48 kg | Bye                  | M. Caripá (VEN) P 1-3 PP (0-2, 1-2) | non qualificata      | non qualificata      | non qualificata      | non qualificata      | non qualificata      | 11ª  |

### Greco-Romana
Maschile
| Atleta        | Evento | Qualificazione       | Ottavi                               | Quarti               | Semifinali           | Ripescaggio Turno 2  | Ripescaggio Turno 2                 | Finale                                 | Pos. |
| Atleta        | Evento | Avversario Risultato | Avversario Risultato                 | Avversario Risultato | Avversario Risultato | Avversario Risultato | Avversario Risultato                | Avversario Risultato                   | Pos. |
| ------------- | ------ | -------------------- | ------------------------------------ | -------------------- | -------------------- | -------------------- | ----------------------------------- | -------------------------------------- | ---- |
| Frank Stäbler | -66 kg | Bye                  | T. Lőrincz (HUN) P 0-3 PO (1-4, 0-2) | non qualificato      | non qualificato      | Bye                  | J. Lester (USA) V 3-0 PO (5-0, 5-0) | M. Tskhadaia (GEO) P 0-3 PO (0-1, 1-2) | 5º   |

## Nuoto e sport acquatici

### Nuoto
Maschile
| Atleta                                                                       | Evento               | Batterie | Batterie   | Semifinali      | Semifinali      | Finale          | Finale          |
| Atleta                                                                       | Evento               | Tempo    | Classifica | Tempo           | Classifica      | Tempo           | Classifica      |
| ---------------------------------------------------------------------------- | -------------------- | -------- | ---------- | --------------- | --------------- | --------------- | --------------- |
| Paul Biedermann                                                              | 200 m stile libero   | 1'47"27  | 10º Q      | 1'46"10         | 4º Q            | 1'45"53         | 5º              |
| Paul Biedermann                                                              | 400 m stile libero   | 3'48"50  | 12º        | N.D.            | N.D.            | non qualificato | non qualificato |
| Markus Deibler                                                               | 200 m misti          | 1'58"61  | 7º Q       | 1'58"88         | 9º Q *          | 1'59"10         | 8º              |
| Steffen Deibler                                                              | 100 m farfalla       | 51"92    | 8º Q       | 51"76           | 6º Q            | 51"81           | =4º             |
| Marco di Carli                                                               | 100 m stile libero   | 49"03    | 18º        | non qualificato | non qualificato | non qualificato | non qualificato |
| Hendrik Feldwehr                                                             | 100 m rana           | 1'01"00  | 21º        | non qualificato | non qualificato | non qualificato | non qualificato |
| Jan-Philip Glania                                                            | 100 m dorso          | 54"07    | 12º Q      | 53"90           | 11º             | non qualificato | non qualificato |
| Jan-Philip Glania                                                            | 200 m dorso          | 1'57"01  | 6º Q       | 1'57"43         | 10º             | non qualificato | non qualificato |
| Philip Heintz                                                                | 200 m misti          | 2'01"32  | 27º        | non qualificato | non qualificato | non qualificato | non qualificato |
| Marco Koch                                                                   | 200 m rana           | 2'10"61  | 11º Q      | 2'10"73         | 13º             | non qualificato | non qualificato |
| Yannick Lebherz                                                              | 200 m dorso          | 1'58"07  | 12º Q      | 1'57"80         | 15º             | non qualificato | non qualificato |
| Yannick Lebherz                                                              | 400 m misti          | 4'15"41  | 11º        | N.D.            | N.D.            | non qualificato | non qualificato |
| Thomas Lurz                                                                  | Maratona 10 km       | N.D.     | N.D.       | N.D.            | N.D.            | 1h 49'58"5      |                 |
| Helge Meeuw                                                                  | 100 m dorso          | 53"83    | 7º Q       | 53"52           | 7º Q            | 53"48           | 6º              |
| Clemens Rapp                                                                 | 200 m stile libero   | 1'48"75  | 24º        | non qualificato | non qualificato | non qualificato | non qualificato |
| Benjamin Starke                                                              | 100 m farfalla       | 52"36    | =16º QVSO  | 52"40           | =12º            | non qualificato | non qualificato |
| Christian vom Lehn                                                           | 100 m rana           | 1'00"78  | 19º        | non qualificato | non qualificato | non qualificato | non qualificato |
| Christian vom Lehn                                                           | 200 m rana           | 2'11"66  | 16º Q      | 2'10"50         | 12º             | non qualificato | non qualificato |
| Andreas Waschburger                                                          | Maratona 10 km       | N.D.     | N.D.       | N.D.            | N.D.            | 1h 50'44"4      | 8º              |
| Markus Deibler Marco di Carli Christoph Fildebrandt Benjamin Starke          | 4×100 m stile libero | 3'13"51  | 5º Q       | N.D.            | N.D.            | 3'13"52         | 6º              |
| Robin Backhaus Paul Biedermann Dimitri Colupaev Clemens Rapp Tim Wallburger  | 4×200 m stile libero | 7'09"23  | 3º Q       | N.D.            | N.D.            | 7'06"59         | 4º              |
| Steffen Deibler Marco di Carli Markus Deibler Helge Meeuw Christian vom Lehn | 4×100 m misti        | 3'34"28  | 6º Q       | N.D.            | N.D.            | 3'33"06         | 8º              |

* Markus Deibler è qualificato alla fase finale nonostante il nono posto, dopo il ritiro del sudafricano Chad le Clos ottavo classificato.
Femminile
| Atleta                                                       | Evento               | Batterie | Batterie   | Semifinali      | Semifinali      | Finale          | Finale          |
| Atleta                                                       | Evento               | Tempo    | Classifica | Tempo           | Classifica      | Tempo           | Classifica      |
| ------------------------------------------------------------ | -------------------- | -------- | ---------- | --------------- | --------------- | --------------- | --------------- |
| Silke Lippok                                                 | 200 m stile libero   | 1'58"59  | 13ª Q      | 1'58"24         | 13ª             | non qualificata | non qualificata |
| Angela Maurer                                                | Maratona 10 km       | N.D.     | N.D.       | N.D.            | N.D.            | 1h 57'52"8      | 5ª              |
| Jenny Mensing                                                | 100 m dorso          | 1'00"72  | 21ª        | non qualificata | non qualificata | non qualificata | non qualificata |
| Jenny Mensing                                                | 200 m dorso          | 2'10"54  | 15ª Q      | 2'10"68         | 15ª             | non qualificata | non qualificata |
| Theresa Michalak                                             | 200 m misti          | 2'12"75  | 11ª Q      | 2'13"24         | 12ª             | non qualificata | non qualificata |
| Sarah Poewe                                                  | 100 m rana           | 1'07"12  | 7ª Q       | 1'07"68         | 11ª             | non qualificata | non qualificata |
| Caroline Ruhnau                                              | 100 m rana           | 1'08"43  | 22ª        | non qualificata | non qualificata | non qualificata | non qualificata |
| Daniela Schreiber                                            | 100 m stile libero   | 54"43    | =15ª Q     | 54"39           | 15ª             | non qualificata | non qualificata |
| Britta Steffen                                               | 50 m stile libero    | 24"70    | 4ª Q       | 24"57           | 4ª Q            | 24"46           | 4ª              |
| Britta Steffen                                               | 100 m stile libero   | 54"42    | 14ª Q      | 54"18           | 12ª             | non qualificata | non qualificata |
| Alexandra Wenk                                               | 100 m farfalla       | 58"85    | 21ª        | non qualificata | non qualificata | non qualificata | non qualificata |
| Britta Steffen Silke Lippok Lisa Vitting Daniela Schreiber   | 4×100 m stile libero | 3'39"16  | 9ª         | N.D.            | N.D.            | non qualificate | non qualificate |
| Annika Bruhn Silke Lippok Theresa Michalak Daniela Schreiber | 4×200 m stile libero | 7'58"93  | 13ª        | N.D.            | N.D.            | non qualificate | non qualificate |
| Jenny Mensing Sarah Poewe Britta Steffen Alexandra Wenk      | 4×100 m misti        | 3'59"95  | 9ª         | N.D.            | N.D.            | non qualificate | non qualificate |

### Tuffi
Maschile
| Atleta           | Evento                  | Preliminari | Preliminari | Semifinale      | Semifinale      | Finale          | Finale          |
| Atleta           | Evento                  | Punti       | Classifica  | Punti           | Classifica      | Punti           | Classifica      |
| ---------------- | ----------------------- | ----------- | ----------- | --------------- | --------------- | --------------- | --------------- |
| Patrick Hausding | Trampolino 3 m          | 477,15      | 4º Q        | 485,55          | 6º Q            | 505,55          | 4º              |
| Stephan Feck     | Trampolino 3 m          | DNF         | 29º         | non qualificato | non qualificato | non qualificato | non qualificato |
| Martin Wolfram   | Piattaforma 10 m        | 496,80      | 4º Q        | 519,00          | 5º Q            | 506,65          | 8º              |
| Sascha Klein     | Piattaforma 10 m        | 525,05      | 3º Q        | 503,75          | 8º Q            | 496,30          | 10º             |
| Patrick Hausding | Piattaforma 10 m sincro | N.D.        | N.D.        | N.D.            | N.D.            | 446,07          | 7º              |
| Sascha Klein     | Piattaforma 10 m sincro | N.D.        | N.D.        | N.D.            | N.D.            | 446,07          | 7º              |

Femminile
| Atleta           | Evento                  | Preliminari | Preliminari | Semifinale | Semifinale | Finale          | Finale          |
| Atleta           | Evento                  | Punti       | Classifica  | Punti      | Classifica | Punti           | Classifica      |
| ---------------- | ----------------------- | ----------- | ----------- | ---------- | ---------- | --------------- | --------------- |
| Katja Dieckow    | Trampolino 3 m          | 311,70      | 12ª Q       | 312,50     | 16ª        | non qualificata | non qualificata |
| Nora Subschinski | Trampolino 3 m          | 303,90      | 15ª Q       | 313,20     | 14ª        | non qualificata | non qualificata |
| Maria Kurjo      | Piattaforma 10 m        | 319,65      | 16ª Q       | 264,45     | 17ª        | non qualificata | non qualificata |
| Christin Steuer  | Piattaforma 10 m        | 341,75      | 3ª Q        | 339,90     | 7ª Q       | 351,35          | 7ª              |
| Christin Steuer  | Piattaforma 10 m sincro | N.D.        | N.D.        | N.D.       | N.D.       | 312,78          | 6ª              |
| Nora Subschinski | Piattaforma 10 m sincro | N.D.        | N.D.        | N.D.       | N.D.       | 312,78          | 6ª              |

## Beach volley/Pallavolo

### Beach volley

#### Maschile

##### Coppia Brink - Reckermann
Rosa
|  | Naz.                |  | Sportivo         | Anno | Alt.   |  |
|  | ------------------- |  | ---------------- | ---- | ------ |  |
|  | Germania (bandiera) |  | Julius Brink     | 1982 | 1,86 m |  |
|  | Germania (bandiera) |  | Jonas Reckermann | 1979 | 2,00 m |  |

Fase a gironi - Girone C
| Londra 28 luglio 2012, ore 12:00 BST | Brink-Reckermann                  | 2 – 0 (21-19; 21-17) referto | Semënov-Prokop'ev | Horse Guards Parade\| Arbitri: \| Leijun Wang Miguel Ramirez Rivera \| |
| Arbitri:                             | Leijun Wang Miguel Ramirez Rivera |                              |                   |                                                                        |

| Londra 30 luglio 2012, ore 14:30 BST | Brink-Reckermann                      | 2 – 1 (13-21; 21-19; 15-8) referto | Xu-Wu | Horse Guards Parade\| Arbitri: \| Darryl Lawrence Friesen Damien Searle \| |
| Arbitri:                             | Darryl Lawrence Friesen Damien Searle |                                    |       |                                                                            |

| Londra 1º agosto 2012, ore 21:00 BST | Brink-Reckermann                      | 2 – 0 (21-14; 21-16) referto | Heyer-Chevallier | Horse Guards Parade\| Arbitri: \| José Padron Hernandez Osvaldo Sumavil \| |
| Arbitri:                             | José Padron Hernandez Osvaldo Sumavil |                              |                  |                                                                            |

| Pos. | Coppie            | Pt | G | V | P | Sv | Sp | Sr    | Pv  | Pp  | Pr    |
| ---- | ----------------- | -- | - | - | - | -- | -- | ----- | --- | --- | ----- |
| 1    | Brink-Reckermann  | 6  | 3 | 3 | 0 | 6  | 1  | 6.000 | 133 | 114 | 1.167 |
| 2    | Heyer-Chevallier  | 5  | 3 | 2 | 1 | 4  | 4  | 1.000 | 145 | 153 | 0.948 |
| 3    | Semënov-Prokop'ev | 4  | 3 | 1 | 2 | 3  | 5  | 0.600 | 158 | 164 | 0.963 |
| 4    | Xu-Wu             | 3  | 3 | 0 | 3 | 3  | 6  | 0.500 | 158 | 163 | 0.969 |

Ottavi di finale
| Londra 4 agosto 2012, ore 17:00 BST | Brink-Reckermann                    | 2 – 0 (21-12; 21-17) referto | Samoilovs-Sorokins | Horse Guards Parade\| Arbitri: \| José Padron Hernandez Damien Searle \| |
| Arbitri:                            | José Padron Hernandez Damien Searle |                              |                    |                                                                          |

Quarti di finale
| Londra 6 agosto 2012, ore 22:00 BST | Brink-Reckermann          | 2 – 0 (21-15; 21-19) referto | Cunha-Ricardo | Horse Guards Parade\| Arbitri: \| Leijun Wang Damien Searle \| |
| Arbitri:                            | Leijun Wang Damien Searle |                              |               |                                                                |

Semifinale
| Londra 7 agosto 2012, ore 23:00 BST | Brink-Reckermann                | 2 – 0 (21-14; 21-16) referto | Nummerdor-Schuil | Horse Guards Parade\| Arbitri: \| Daniel Lee Apol Jonas Personeni \| |
| Arbitri:                            | Daniel Lee Apol Jonas Personeni |                              |                  |                                                                      |

Finale 1º - 2º posto
| Londra 9 agosto 2012, ore 21:00 BST | Emanuel-Alison                     | 1 – 2 (21-23; 21-16; 14-16) referto | Brink-Reckermann | Horse Guards Parade\| Arbitri: \| Rui Miranda Carvalho Damien Searle \| |
| Arbitri:                            | Rui Miranda Carvalho Damien Searle |                                     |                  |                                                                         |

##### Coppia Erdmann - Matysik
Rosa
|  | Naz.                |  | Sportivo         | Anno | Alt.   |  |
|  | ------------------- |  | ---------------- | ---- | ------ |  |
|  | Germania (bandiera) |  | Jonathan Erdmann | 1988 | 1,95 m |  |
|  | Germania (bandiera) |  | Kay Matysik      | 1980 | 1,90 m |  |

Fase a gironi - Girone E
| Londra 29 luglio 2012, ore 15:30 BST | Erdmann-Matysik                      | 1 – 2 (21-19; 21-23; 9-15) referto | Pļaviņš-Šmēdiņš | Horse Guards Parade\| Arbitri: \| Osvaldo Sumavil Gregory Ray Thompson \| |
| Arbitri:                             | Osvaldo Sumavil Gregory Ray Thompson |                                    |                 |                                                                           |

| Londra 31 luglio 2012, ore 15:30 BST | Nummerdor-Schuil                     | 2 – 0 (21-9; 21-16) referto | Erdmann-Matysik | Horse Guards Parade\| Arbitri: \| Daniel Lee Apol Gregory Ray Thompson \| |
| Arbitri:                             | Daniel Lee Apol Gregory Ray Thompson |                             |                 |                                                                           |

| Londra 2 agosto 2012, ore 15:30 BST | Erdmann-Matysik                                   | 2 – 1 (20-22; 21-16; 15-11) referto | Villafañe-Hernández | Horse Guards Parade\| Arbitri: \| Maria Paes Villas-Boeas da Fonse Catriona Tweedie \| |
| Arbitri:                            | Maria Paes Villas-Boeas da Fonse Catriona Tweedie |                                     |                     |                                                                                        |

| Pos. | Coppie              | Pt | G | V | P | Sv | Sp | Sr    | Pv  | Pp  | Pr    |
| ---- | ------------------- | -- | - | - | - | -- | -- | ----- | --- | --- | ----- |
| 1    | Pļaviņš-Šmēdiņš     | 6  | 3 | 3 | 0 | 6  | 1  | 6.000 | 141 | 113 | 1.248 |
| 1    | Nummerdor-Schuil    | 5  | 3 | 2 | 1 | 4  | 3  | 1.333 | 127 | 116 | 1.095 |
| 3    | Erdmann-Matysik     | 4  | 3 | 1 | 2 | 3  | 5  | 0.600 | 132 | 148 | 0.892 |
| 4    | Villafañe-Hernández | 3  | 3 | 0 | 3 | 2  | 6  | 0.333 | 128 | 151 | 0.848 |

Lucky loser
| Londra 2 agosto 2012, ore 23:00 BST | Erdmann-Matysik                         | 2 – 1 (15-21; 21-19; 15-13) referto | Beneš-Kubala | Horse Guards Parade\| Arbitri: \| Darryl Lawrence Friesen Jonas Personeni \| |
| Arbitri:                            | Darryl Lawrence Friesen Jonas Personeni |                                     |              |                                                                              |

Ottavi di finale
| Londra 4 agosto 2012, ore 10:00 BST | Emanuel-Alison                        | 2 – 0 (21-16; 21-14) referto | Erdmann-Matysik | Horse Guards Parade\| Arbitri: \| Jonas Personeni Amina Abdou Elsergany \| |
| Arbitri:                            | Jonas Personeni Amina Abdou Elsergany |                              |                 |                                                                            |

 Coppia Erdmann-Matysik: Eliminata - Posizione nella classifica finale: 9º posto pari merito con  Svizzera,  Norvegia,  Stati Uniti,  Spagna,  Lettonia e  Russia

#### Femminile

##### Coppia Goller - Ludwig
Rosa
|  | Naz.                |  | Sportivo     | Anno | Alt.   |  |
|  | ------------------- |  | ------------ | ---- | ------ |  |
|  | Germania (bandiera) |  | Sara Goller  | 1984 | 1,80 m |  |
|  | Germania (bandiera) |  | Laura Ludwig | 1986 | 1,81 m |  |

Fase a gironi - Girone E
| Londra 29 luglio 2012, ore 16:30 BST | Goller-Ludwig                         | 2 – 1 (21-18; 19-21; 15-8) referto | Palmer-Bawden | Horse Guards Parade\| Arbitri: \| Jonas Personeni Amina Abdou Elsergany \| |
| Arbitri:                             | Jonas Personeni Amina Abdou Elsergany |                                    |               |                                                                            |

| Londra 31 luglio 2012, ore 12:00 BST | Talita-Antonelli                             | 2 – 1 (21-19;29-31;15-13) referto | Goller-Ludwig | Horse Guards Parade\| Arbitri: \| Darryl Lawrence Friesen Agnieszka Myszkowskw \| |
| Arbitri:                             | Darryl Lawrence Friesen Agnieszka Myszkowskw |                                   |               |                                                                                   |

| Londra 2 agosto 2012, ore 14:30 BST | Goller-Ludwig                         | 2 – 0 (21-18; 21-14) referto | Meppelink-van Gestel | Horse Guards Parade\| Arbitri: \| Daniel Lee Apol Amina Abdou Elsergany \| |
| Arbitri:                            | Daniel Lee Apol Amina Abdou Elsergany |                              |                      |                                                                            |

| Pos. | Coppie               | Pt | G | V | P | Sv | Sp | Sr    | Pv  | Pp  | Pr    |
| ---- | -------------------- | -- | - | - | - | -- | -- | ----- | --- | --- | ----- |
| 1    | Talita-Antonelli     | 6  | 3 | 3 | 0 | 6  | 2  | 3.000 | 161 | 138 | 1.167 |
| 2    | Goller-Ludwig        | 5  | 3 | 2 | 1 | 5  | 3  | 1.557 | 160 | 144 | 1.111 |
| 3    | Meppelink-van Gestel | 4  | 3 | 1 | 2 | 2  | 4  | 0.500 | 103 | 118 | 0.873 |
| 4    | Palmer-Bawden        | 3  | 3 | 0 | 3 | 2  | 6  | 0.333 | 127 | 151 | 0.841 |

Ottavi di finale
| Londra 3 agosto 2012, ore 09:00 BST | Goller-Ludwig                        | 2 – 0 (21-16; 21-15) referto | Holtwick-Semmler | Horse Guards Parade\| Arbitri: \| Amina Abdou Elsergany Richard Casutt \| |
| Arbitri:                            | Amina Abdou Elsergany Richard Casutt |                              |                  |                                                                           |

Quarti di finale
| Londra 5 agosto 2012, ore 23:00 BST | Larissa-Juliana                 | 2 – 0 (21-10; 21-19) referto | Goller-Ludwig | Horse Guards Parade\| Arbitri: \| Richard Casutt Catriona Tweedie \| |
| Arbitri:                            | Richard Casutt Catriona Tweedie |                              |               |                                                                      |

 Coppia Goller-Ludwig: Eliminata - Posizione nella classifica finale: 5º posto pari merito con  Austria,  Italia e  Rep. Ceca

##### Coppia Holtwick - Semmler
Rosa
|  | Naz.                |  | Sportivo        | Anno | Alt.   |  |
|  | ------------------- |  | --------------- | ---- | ------ |  |
|  | Germania (bandiera) |  | Katrin Holtwick | 1984 | 1,76 m |  |
|  | Germania (bandiera) |  | Ilka Semmler    | 1985 | 1,83 m |  |

Fase a gironi - Girone A
| Londra 28 luglio 2012, ore 10:00 BST | Holtwick-Semmler                                     | 2 – 0 (21-16; 21-18) referto | Klapalová-Háječková | Horse Guards Parade\| Arbitri: \| Agnieszka Myszkowska Maria Paes Villas-Boas da Fonse \| |
| Arbitri:                             | Agnieszka Myszkowska Maria Paes Villas-Boas da Fonse |                              |                     |                                                                                           |

| Londra 30 luglio 2012, ore 15:30 BST | Larissa-Juliana            | 2 – 0 (21-18; 21-13) referto | Holtwick-Semmler | Horse Guards Parade\| Arbitri: \| Richard Casutt Leijun Wang \| |
| Arbitri:                             | Richard Casutt Leijun Wang |                              |                  |                                                                 |

| Londra 1º agosto 2012, ore 10:00 BST | Holtwick-Semmler                           | 2 – 0 (21-11; 21-10) referto | Li Yuk Lo-Rigobert | Horse Guards Parade\| Arbitri: \| Gregory Ray Thompson Amina Abdou Elsergany \| |
| Arbitri:                             | Gregory Ray Thompson Amina Abdou Elsergany |                              |                    |                                                                                 |

| Pos. | Coppie              | Pt | G | V | P | Sv | Sp | Sr    | Pv  | Pp  | Pr    |
| ---- | ------------------- | -- | - | - | - | -- | -- | ----- | --- | --- | ----- |
| 1    | Larissa-Juliana     | 6  | 3 | 3 | 0 | 6  | 0  | MAX   | 126 | 76  | 1.658 |
| 2    | Holtwick-Semmler    | 5  | 3 | 2 | 1 | 4  | 2  | 2.000 | 115 | 97  | 1.186 |
| 3    | Klapalová-Háječková | 4  | 3 | 1 | 2 | 2  | 4  | 0.500 | 106 | 105 | 1.010 |
| 4    | Li Yuk Lo-Rigobert  | 3  | 3 | 0 | 3 | 0  | 6  | 0.000 | 57  | 126 | 0.452 |

Ottavi di finale
| Londra 3 agosto 2012, ore 09:00 BST | Goller-Ludwig                        | 2 – 0 (21-16; 21-15) referto | Holtwick-Semmler | Horse Guards Parade\| Arbitri: \| Amina Abdou Elsergany Richard Casutt \| |
| Arbitri:                            | Amina Abdou Elsergany Richard Casutt |                              |                  |                                                                           |

 Coppia Holtwick-Semmler: Eliminata - Posizione nella classifica finale: 9º posto pari merito con  Brasile, entrambe le coppie dei  Paesi Bassi, entrambe le coppie della  Russia,  Spagna e  Svizzera

### Pallavolo

#### Torneo maschile
Rosa
| N° | Nome              | Ruolo | Data di nascita   | Nazionalità sportiva |
| -- | ----------------- | ----- | ----------------- | -------------------- |
| -  | Vital Heynen      | All   | 12 giugno 1969    | Maaseik              |
| 1  | Marcus Popp       | S     | 23 settembre 1981 | BluVolley Verona     |
| 2  | Markus Steuerwald | L     | 7 marzo 1989      | Paris                |
| 3  | Sebastian Schwarz | S     | 2 ottobre 1985    | Padova               |
| 4  | Simon Tischer     | P     | 24 aprile 1982    | Dinamo Krasnodar     |
| 5  | Björn Andrae      | S     | 14 maggio 1981    | Kuzbass              |
| 6  | Denys Kaliberda   | C     | 24 giugno 1990    | Unterhaching         |
| 8  | Marcus Böhme      | C     | 25 agosto 1985    | Friedrichshafen      |
| 9  | György Grozer     | S/O   | 27 novembre 1984  | Asseco Resovia       |
| 10 | Jochen Schöps     | S/O   | 3 ottobre 1983    | Iskra Odincovo       |
| 11 | Lukas Kampa       | P     | 29 novembre 1986  | Piacenza             |
| 13 | Christian Dünnes  | S     | 16 giugno 1984    | Unterhaching         |
| 15 | Max Günthör       | C     | 9 agosto 1985     | Unterhaching         |

Prima fase - Girone B
| Arbitri: | Simone Santi Frans Loderus |

|                                                         |       |                                      |
| M. Michajlov 21 A. Volkov 13 T. Chtej 11 D. Muserskij 8 | Punti | 10 G. Grozer 10 J. Schöps 8 M. Böhme |

| Arbitri: | Nasr Shaaban Rolando Cholakian |

|                                                               |       |                                        |
| C. Stanley 16 M. Anderson 15 R. Holmes 9 D. Lee 8 W. Priddy 8 | Punti | 12 G. Grozer 7 M. Böhme 6 D. Kaliberda |

| Arbitri: | Bela Hobor Rolando Cholakian |

|                                                                                               |       |                                                       |
| A. Atanasijević 22 M. Nikić 16 N. Kovačević 13 M. Podraščanin 12 D. Stanković 8 S. Starović 7 | Punti | 39 G. Grozer 20 M. Günthör 11 D. Kaliberda 7 M. Böhme |

| Arbitri: | Brian McDougall Denny Cespedes |

|                                                                  |       |                                        |
| D. Kaliberda 13 M. Popp 11 G. Grozer 11 M. Böhme 10 M. Günthör 8 | Punti | 14 H. Nagga 10 A. Kadhi 5 I. Karamosli |

| Arbitri: | Simone Santi Karin Záhorcová |

|                              |       |                           |
| Lucas 10 Wallace 8 Leandro 8 | Punti | 14 B. Andrae 12 J. Schöps |

| Pos | Nazione     | Punti | Partite | Partite | Partite | Set   | Set   | Ratio | Punti | Punti  | Ratio |
| Pos | Nazione     | Punti | Giocate | Vinte   | Perse   | Vinti | Persi | Ratio | Fatti | Subiti | Ratio |
| --- | ----------- | ----- | ------- | ------- | ------- | ----- | ----- | ----- | ----- | ------ | ----- |
| 1   | Stati Uniti | 13    | 5       | 4       | 1       | 14    | 4     | 3,500 | 427   | 370    | 1,154 |
| 2   | Brasile     | 11    | 5       | 4       | 1       | 13    | 5     | 2,600 | 427   | 370    | 1,103 |
| 3   | Russia      | 11    | 5       | 4       | 1       | 12    | 5     | 2,400 | 408   | 352    | 1,159 |
| 4   | Germania    | 5     | 5       | 2       | 3       | 6     | 11    | 0,545 | 379   | 388    | 0,977 |
| 5   | Serbia      | 5     | 5       | 1       | 4       | 7     | 13    | 0,538 | 413   | 455    | 0,908 |
| 6   | Tunisia     | 0     | 5       | 0       | 5       | 1     | 15    | 0,067 | 294   | 395    | 0,744 |

Quarti di finale
| Arbitri: | Bela Hobor Denny Cespedes |

|                                            |       |                                      |
| C. Sokolov 22 T. Aleksiev 11 V. Nikolov 11 | Punti | 12 G. Grozer 8 M. Böhme 8 M. Günthör |

- Germania eliminata ai quarti di finale - Posizione nella classifica finale: 5º posto pari merito con  Argentina,  Polonia e  Stati Uniti

## Pentathlon moderno
| Atleta           | Evento         | Scherma   | Scherma   | Scherma  | Nuoto   | Nuoto     | Nuoto    | Equitazione | Equitazione | Equitazione | Combinato: corsa/pistola | Combinato: corsa/pistola | Combinato: corsa/pistola | Totale | Posizione finale |
| Atleta           | Evento         | Risultati | Posizione | PM punti | Tempo   | Posizione | PM punti | Penalità    | Posizione   | Punti PM    | Tempo                    | Posizione                | Punti PM                 | Totale | Posizione finale |
| ---------------- | -------------- | --------- | --------- | -------- | ------- | --------- | -------- | ----------- | ----------- | ----------- | ------------------------ | ------------------------ | ------------------------ | ------ | ---------------- |
| Steffen Gebhardt | Gara maschile  | 20–15     | =6º       | 880      | 2'07"08 | 22º       | 1276     | 40          | 8º          | 1160        | 10'37"16                 | 8º                       | 2440                     | 5756   | 5º               |
| Stefan Köllner   | Gara maschile  | 16–19     | =20º      | 784      | 2'11"71 | 31º       | 1220     | 80          | 18º         | 1120        | 10'59"16                 | 21º                      | 2364                     | 5488   | 26º              |
| Annika Schleu    | Gara femminile | 12-23     | 31ª       | 688      | 2'20"01 | 23ª       | 1120     | 60          | 11ª         | 1140        | 12'46"04                 | 27ª                      | 1936                     | 4884   | 26ª              |
| Lena Schöneborn  | Gara femminile | 19-16     | =11ª      | 856      | 2'19"76 | 22ª       | 1124     | 148         | 29ª         | 1052        | 11'58"18                 | 7ª                       | 2128                     | 5160   | 15ª              |

## Pugilato
Maschile
| Atleta           | Evento                     | Sedicesimi               | Ottavi di finale          | Quarti di finale       | Semifinali           | Finale               | Pos. |
| Atleta           | Evento                     | Avversario Risultato     | Avversario Risultato      | Avversario Risultato   | Avversario Risultato | Avversario Risultato | Pos. |
| ---------------- | -------------------------- | ------------------------ | ------------------------- | ---------------------- | -------------------- | -------------------- | ---- |
| Patrick Wojcicki | Pesi welter (-69 kg)       | A. Vastine (FRA) P 12–16 | non qualificato           | non qualificato        | non qualificato      | non qualificato      | 17º  |
| Stefan Härtel    | Pesi medi (-75 kg)         | E. Collazo (PUR) V 18-10 | D. O'Neill (IRL) V 19-12  | A. Ogogo (GBR) P 10–15 | non qualificato      | non qualificato      | 5º   |
| Enrico Kölling   | Pesi mediomassimi (-81 kg) | C. Donfack (CMR) V 15-6  | A. Benchabla (ALG) P 9–12 | non qualificato        | non qualificato      | non qualificato      | 9º   |
| Erik Pfeifer     | Pesi supermassimi (+91 kg) | N.D.                     | I. Dyčko (KAZ) P 4–14     | non qualificato        | non qualificato      | non qualificato      | 9º   |

## Scherma
Maschile
| Atleta                                                           | Evento               | Trentaduesimi        | Sedicesimi                   | Ottavi di finale                | Quarti di finale            | Semifinali                               | Finale                  | Pos. |
| Atleta                                                           | Evento               | Avversario Risultato | Avversario Risultato         | Avversario Risultato            | Avversario Risultato        | Avversario Risultato                     | Avversario Risultato    | Pos. |
| ---------------------------------------------------------------- | -------------------- | -------------------- | ---------------------------- | ------------------------------- | --------------------------- | ---------------------------------------- | ----------------------- | ---- |
| Jörg Fiedler                                                     | Spada individuale    | N.D.                 | S. Thompson (USA) V (15-4)   | B. Verwijlen (NED) V (15-8)     | Jung J.-s. (KOR) P (11-15)  | non qualificato                          | non qualificato         | 5°   |
| Sebastian Bachmann                                               | Fioretto individuale | Bye                  | R. Ganeev (RUS) V (15-9)     | V. Aspromonte (ITA) P (11-15)   | non qualificato             | non qualificato                          | non qualificato         | 9°   |
| Peter Joppich                                                    | Fioretto individuale | Bye                  | J.-A. Davis (GBR) V (15-9)   | A. Abouelkassem (EGY) P (11-15) | non qualificato             | non qualificato                          | non qualificato         | 9°   |
| Benjamin Kleibrink                                               | Fioretto individuale | Bye                  | Y. Ōta (JPN) P (5-15)        | non qualificato                 | non qualificato             | non qualificato                          | non qualificato         | 17°  |
| Sebastian Bachmann Peter Joppich Benjamin Kleibrink André Weßels | Fioretto a squadre   | N.D.                 | N.D.                         | N.D.                            | Russia V (44-40)            | Giappone P (40-41)                       | Stati Uniti V (45-27)   |      |
| Max Hartung                                                      | Sciabola individuale | Bye                  | L. Tarantino (ITA) V (15-14) | Gu B.-g. (KOR) V (15-14)        | Á. Szilágyi (HUN) P (13-15) | non qualificato                          | non qualificato         | 5°   |
| Nicolas Limbach                                                  | Sciabola individuale | Bye                  | A. Skrodzki (POL) V (15-8)   | B. Wagner (GER) V (15-7)        | N. Kovalëv (RUS) P (12-15)  | non qualificato                          | non qualificato         | 5°   |
| Benedikt Wagner                                                  | Sciabola individuale | Bye                  | R. Agresta (BRA) V (15-6)    | N. Limbach (GER) P (7-15)       | non qualificato             | non qualificato                          | non qualificato         | 9°   |
| Max Hartung Nicolas Limbach Benedikt Wagner                      | Sciabola a squadre   | N.D.                 | N.D.                         | N.D.                            | Corea del Sud P (38-45)     | Qualif. semifinale Bielorussia V (45-40) | 5º posto Cina V (45-30) | 5°   |

Femminile
| Atleta                                          | Evento               | Trentaduesimi               | Sedicesimi                      | Ottavi di finale               | Quarti di finale          | Semifinali                           | Finale                     | Pos. |
| Atleta                                          | Evento               | Avversario Risultato        | Avversario Risultato            | Avversario Risultato           | Avversario Risultato      | Avversario Risultato                 | Avversario Risultato       | Pos. |
| ----------------------------------------------- | -------------------- | --------------------------- | ------------------------------- | ------------------------------ | ------------------------- | ------------------------------------ | -------------------------- | ---- |
| Imke Duplitzer                                  | Spada individuale    | M. Martínez (VEN) V (15-10) | Sun Y. (CHN) P (10-15)          | non qualificata                | non qualificata           | non qualificata                      | non qualificata            | 17ª  |
| Britta Heidemann                                | Spada individuale    | Bye                         | B. Del Carretto (ITA) V (14-13) | Li N. (CHN) V (14-13)          | S. Besbes (TUN) V (15-12) | Shin A.-l. (KOR) V (6-5)             | J. Šemjakina (UKR) P (8-9) |      |
| Monika Sozanska                                 | Spada individuale    | Bye                         | V. Kolobova (RUS) V (15-14)     | Shin A.-l. (KOR) P (9-14)      | non qualificata           | non qualificata                      | non qualificata            | 9ª   |
| Imke Duplitzer Britta Heidemann Monika Sozanska | Spada a squadre      | N.D.                        | N.D.                            | N.D.                           | Cina P (42-45)            | Qualif. semifinale Ucraina V (45-36) | 5º posto Romania V (45-36) | 5ª   |
| Carolin Golubytskyi                             | Fioretto individuale | Bye                         | S. García (COL) V (14-9)        | E. Di Francisca (ITA) P (9-15) | non qualificata           | non qualificata                      | non qualificata            | 9ª   |
| Alexandra Bujdoso                               | Sciabola individuale | N.D.                        | S. Mikina (AZE) P (13-15)       | non qualificata                | non qualificata           | non qualificata                      | non qualificata            | 17ª  |

## Sollevamento pesi
Maschile
| Atleta           | Evento  | Strappo   | Strappo    | Slancio   | Slancio    | Totale | Classifica |
| Atleta           | Evento  | Risultato | Classifica | Risultato | Classifica | Totale | Classifica |
| ---------------- | ------- | --------- | ---------- | --------- | ---------- | ------ | ---------- |
| Jürgen Spieß     | -105 kg | 172 kg    | 10º        | 202 kg    | 9º         | 374 kg | 9º         |
| Matthias Steiner | +105 kg | 192 kg    | 7º         | DNF       | —          | 192 kg | —          |
| Almir Velagić    | +105 kg | 192 kg    | 7º         | 234 kg    | 7º         | 426 kg | 8º         |

Femminile
| Atleta          | Evento | Strappo   | Strappo    | Slancio   | Slancio    | Totale | Classifica |
| Atleta          | Evento | Risultato | Classifica | Risultato | Classifica | Totale | Classifica |
| --------------- | ------ | --------- | ---------- | --------- | ---------- | ------ | ---------- |
| Julia Rohde     | -53 kg | 85 kg     | 10ª        | 108 kg    | 11ª        | 193 kg | 13ª        |
| Christin Ulrich | -58 kg | 93 kg     | 14ª        | 114 kg    | 13ª        | 207 kg | 13ª        |

## Taekwondo
Femminile
| Atleta       | Evento | Ottavi                        | Quarti                    | Semifinale           | Ripescaggio Turno 1     | Ripescaggio Turno 2     | Finale               | Classifica      |
| Atleta       | Evento | Avversario Risultato          | Avversario Risultato      | Avversario Risultato | Avversario Risultato    | Avversario Risultato    | Avversario Risultato | Classifica      |
| ------------ | ------ | ----------------------------- | ------------------------- | -------------------- | ----------------------- | ----------------------- | -------------------- | --------------- |
| Sümeyye Manz | −49 kg | Yang S.-c. (TPE) P (3-10)     | non qualificata           | non qualificata      | non qualificata         | non qualificata         | non qualificata      | non qualificata |
| Helena Fromm | −67 kg | Chu Hoang D.L. (VIE) V (13-1) | Hwang K.-S. (KOR) P (4-8) | non qualificata      | R. Gbagbi (CIV) V (4-3) | C. Marton (AUS) V (8-2) | non qualificata      |                 |

## Tennis
Maschile
| Atleta                             | Evento  | 32-esimi                           | 16-esimi                                       | Ottavi                    | Quarti                    | Semifinali                | Finale                    | Pos.                      |
| Atleta                             | Evento  | Avversario Risultato               | Avversario Risultato                           | Avversario Risultato      | Avversario Risultato      | Avversario Risultato      | Avversario Risultato      | Pos.                      |
| ---------------------------------- | ------- | ---------------------------------- | ---------------------------------------------- | ------------------------- | ------------------------- | ------------------------- | ------------------------- | ------------------------- |
| Philipp Kohlschreiber              | Singolo | ritirato causa infortunio          | ritirato causa infortunio                      | ritirato causa infortunio | ritirato causa infortunio | ritirato causa infortunio | ritirato causa infortunio | ritirato causa infortunio |
| Philipp Petzschner                 | Singolo | L. Lacko (SVK) V 2-0 (7-67-5, 6-1) | J. Tipsarević (SRB) P 1-2 (6-3, 3-6, 3-6)      | non qualificato           | non qualificato           | non qualificato           | non qualificato           | non qualificato           |
| Christopher Kas Philipp Petzschner | Doppio  | N.D.                               | N. Davydenko/ M. Južnyj (RUS) P 0-2 (5-7, 5-7) | non qualificati           | non qualificati           | non qualificati           | non qualificati           | non qualificati           |

Femminile
| Atleta                           | Evento  | 32-esimi                                    | 16-esimi                                          | Ottavi                                          | Quarti                             | Semifinali           | Finale               | Pos.            |
| Atleta                           | Evento  | Avversario Risultato                        | Avversario Risultato                              | Avversario Risultato                            | Avversario Risultato               | Avversario Risultato | Avversario Risultato | Pos.            |
| -------------------------------- | ------- | ------------------------------------------- | ------------------------------------------------- | ----------------------------------------------- | ---------------------------------- | -------------------- | -------------------- | --------------- |
| Mona Barthel                     | Singolo | U. Radwańska (POL) P 0-2 (4-6, 3-6)         | non qualificata                                   | non qualificata                                 | non qualificata                    | non qualificata      | non qualificata      | non qualificata |
| Julia Görges                     | Singolo | A. Radwańska (POL) V 2-1 (7-5, 6-75-7, 6-4) | V. Lepchenko (USA) V 2-0 (6-3, 7-5)               | M. Kirilenko (RUS) P 0-2 (6-75-7, 3-6)          | non qualificata                    | non qualificata      | non qualificata      | non qualificata |
| Angelique Kerber                 | Singolo | P. Cetkovská (CZE) V 2-0 (6-1, 3-0RET)      | T. Babos (HUN) V 2-0 (6-1, 6-1)                   | V. Williams (USA) V 2-1 (7-67-5, 7-67-5)        | V. Azaranka (BLR) P 0-2 (4-6, 5-7) | non qualificata      | non qualificata      | non qualificata |
| Sabine Lisicki                   | Singolo | O. Jabeur (TUN) V 2-1 (4-6, 6-0, 7-5)       | J. Švedova (KAZ) V 2-1 (4-6, 6-3, 7-5)            | M. Šarapova (RUS) P 0-2 (6-75-7, 3-6)           | non qualificata                    | non qualificata      | non qualificata      | non qualificata |
| Julia Görges Anna-Lena Grönefeld | Doppio  | N.D.                                        | E. Baltacha/ A. Keothavong (GBR) V 2-0 (6-3, 6-1) | E. Makarova/ E. Vesnina (RUS) P 0-2 (2-6, 1-6)  | non qualificate                    | non qualificate      | non qualificate      | non qualificate |
| Angelique Kerber Sabine Lisicki  | Doppio  | N.D.                                        | L. Robson/ H. Watson (GBR) V 2-1 (1-6, 6-4, 6-3)  | S. Williams/ V. Williams (USA) P 0-2 (2-6, 5-7) | non qualificate                    | non qualificate      | non qualificate      | non qualificate |

Misto
| Atleta                              | Evento       | Ottavi                                                  | Quarti                                                   | Semifinali                                             | Finale                                              | Pos.            |
| Atleta                              | Evento       | Avversario Risultato                                    | Avversario Risultato                                     | Avversario Risultato                                   | Avversario Risultato                                | Pos.            |
| ----------------------------------- | ------------ | ------------------------------------------------------- | -------------------------------------------------------- | ------------------------------------------------------ | --------------------------------------------------- | --------------- |
| Angelique Kerber Philipp Petzschner | Doppio misto | V. Azaranka/ M. Mirny (BLR) P 0-2 (2-6, 2-6)            | non qualificati                                          | non qualificati                                        | non qualificati                                     | non qualificati |
| Sabine Lisicki Christopher Kas      | Doppio misto | L. Huber/ B. Bryan (USA) V 2-1 (7-67-5, 6-75-7, [10-5]) | R. Vinci/ D. Bracciali (ITA) V 2-1 (4-6, 7-67-2, [10-7]) | L. Robson/ A. Murray (GBR) P 1-2 (1-6, 7-69-7, [7-10]) | L. Raymond/ M. Bryan (USA) P 1-2 (3-6, 6-4, [4-10]) | 4º              |

## Tennis tavolo
Maschile
| Atleta                                      | Evento  | Preliminari          | Round 1              | Round 2              | Round 3                                           | Round 4                                                | Quarti di finale                                                | Semifinale                                            | Finale                                                           | Pos.            |
| Atleta                                      | Evento  | Avversario Risultato | Avversario Risultato | Avversario Risultato | Avversario Risultato                              | Avversario Risultato                                   | Avversario Risultato                                            | Avversario Risultato                                  | Avversario Risultato                                             | Pos.            |
| ------------------------------------------- | ------- | -------------------- | -------------------- | -------------------- | ------------------------------------------------- | ------------------------------------------------------ | --------------------------------------------------------------- | ----------------------------------------------------- | ---------------------------------------------------------------- | --------------- |
| Timo Boll                                   | Singolo | Bye                  | Bye                  | Bye                  | N. Alamian (IRI) V 4-0 (11-8, 11-5, 12-10, 12-10) | A. Crișan (ROU) P 1-4 (9-11, 11-8, 13-15, 10-12, 6-11) | non qualificato                                                 | non qualificato                                       | non qualificato                                                  | non qualificato |
| Dimitrij Ovtcharov                          | Singolo | Bye                  | Bye                  | Bye                  | P. Drinkhall (GBR) V 4-0 (11-8, 11-5, 11-9, 11-4) | Chen W. (AUT) V 4-0 (11-8, 16-14, 11-8, 11-5)          | M. Maze (DEN) V 4-3 (11-8, 12-10, 1-11, 9-11, 9-11, 11-6, 11-9) | Zhang J. (CHN) P 1-4 (9-11, 11-8, 13-15, 10-12, 6-11) | Chuang C.-y. (TPE) V 4-2 (12-10, 9-11, 8-11, 13-11, 11-5, 14-12) |                 |
| Timo Boll Dimitrij Ovtcharov Bastian Steger | Squadre | N.D.                 | N.D.                 | N.D.                 | N.D.                                              | Svezia (SWE) V 3-1 (1-3, 3-2, 3-0, 3-0)                | Austria (AUT) V 3-0 (3-0, 3-0, 3-1)                             | Cina (CHN) P 1-3 (1-3, 3-1, 1-3, 0-3)                 | Hong Kong (HKG) V 3-1 (3-0, 3-1, 0-3, 3-1)                       |                 |

Femminile
| Atleta                                      | Evento  | Preliminari          | Round 1              | Round 2                                              | Round 3                                                         | Round 4                                                  | Quarti di finale                     | Semifinale           | Finale               | Pos.            |
| Atleta                                      | Evento  | Avversario Risultato | Avversario Risultato | Avversario Risultato                                 | Avversario Risultato                                            | Avversario Risultato                                     | Avversario Risultato                 | Avversario Risultato | Avversario Risultato | Pos.            |
| ------------------------------------------- | ------- | -------------------- | -------------------- | ---------------------------------------------------- | --------------------------------------------------------------- | -------------------------------------------------------- | ------------------------------------ | -------------------- | -------------------- | --------------- |
| Wu Jiaduo                                   | Singolo | Bye                  | Bye                  | Bye                                                  | I. Vacenovská (CZE) V 4-2 (11-9, 15-13, 8-11, 11-8, 9-11, 11-5) | Feng T. (SIN) P 2-4 (6-11, 11-7, 5-11, 11-9, 6-11, 6-11) | non qualificata                      | non qualificata      | non qualificata      | non qualificata |
| Kristin Silbereisen                         | Singolo | Bye                  | Bye                  | J. Parker (GBR) V 4-1 (11-6, 11-7, 7-11, 11-2, 11-4) | V. Paŭlovič (BLR) P 2-4 (10-12, 11-13, 11-9, 13-11, 4-11, 7-11) | non qualificata                                          | non qualificata                      | non qualificata      | non qualificata      | non qualificata |
| Irene Ivancan Wu Jiaduo Kristin Silbereisen | Squadre | N.D.                 | N.D.                 | N.D.                                                 | N.D.                                                            | Australia (AUS) V 3-0 (3-1, 3-0, 3-1)                    | Giappone (JPN) P 0-3 (2-3, 1-3, 0-3) | non qualificate      | non qualificate      | non qualificate |

## Tiro a segno/volo
Maschile
| Atleta           | Evento                      | Qualificazione | Qualificazione | Finale          | Finale          |
| Atleta           | Evento                      | Punteggio      | Classifica     | Punteggio       | Classifica      |
| ---------------- | --------------------------- | -------------- | -------------- | --------------- | --------------- |
| Karsten Bindrich | Trap                        | 121            | 10º            | non qualificato | non qualificato |
| Daniel Brodmeier | Carabina 50m 3 posizioni    | 1 156          | 32º            | non qualificato | non qualificato |
| Daniel Brodmeier | Carabina 50m a terra        | 595            | 4º Q           | 698,2           | 5º              |
| Ralf Buchheim    | Skeet                       | 118            | 10º            | non qualificato | non qualificato |
| Maik Eckhardt    | Carabina 50m 3 posizioni    | 1 163          | 21º            | non qualificato | non qualificato |
| Maik Eckhardt    | Carabina 50m a terra        | 589            | 37º            | non qualificato | non qualificato |
| Julian Justus    | Carabina 10m aria compressa | 595            | 12º            | non qualificato | non qualificato |
| Tino Mohaupt     | Carabina 10m aria compressa | 592            | 25º            | non qualificato | non qualificato |
| Christian Reitz  | Pistola 25m automatica      | 583            | 6º Q           | 13              | 6º              |
| Christian Reitz  | Pistola 50m                 | 560            | 6º Q           | 654,3           | 7º              |
| Florian Schmidt  | Pistola 50m                 | 557            | 17º            | non qualificato | non qualificato |
| Florian Schmidt  | Pistola 10m aria compressa  | 575            | 25º            | non qualificato | non qualificato |
| Ralf Schumann    | Pistola 25m automatica      | 577            | 16º            | non qualificato | non qualificato |

Femminile
| Atleta                    | Evento                      | Qualificazione | Qualificazione | Finale          | Finale          |
| Atleta                    | Evento                      | Punteggio      | Classifica     | Punteggio       | Classifica      |
| ------------------------- | --------------------------- | -------------- | -------------- | --------------- | --------------- |
| Munkhbayar Dorjsuren      | Pistola 25m                 | 582            | 12ª            | non qualificata | non qualificata |
| Munkhbayar Dorjsuren      | Pistola 10m aria compressa  | 378            | 25ª            | non qualificata | non qualificata |
| Barbara Engleder          | Carabina 50m 3 posizioni    | 583            | 7ª Q           | 680,8           | 6ª              |
| Beate Gauß                | Carabina 10m aria compressa | 392            | 32ª            | non qualificata | non qualificata |
| Jessica Mager             | Carabina 10m aria compressa | 394            | 20ª            | non qualificata | non qualificata |
| Sonja Pfeilschifter       | Carabina 50m 3 posizioni    | 581            | 19ª            | non qualificata | non qualificata |
| Sonja Scheibl             | Trap                        | 64             | 17ª            | non qualificata | non qualificata |
| Claudia Verdicchio-Krause | Pistola 10m aria compressa  | 380            | 20ª            | non qualificata | non qualificata |
| Claudia Verdicchio-Krause | Pistola 25m                 | 578            | 26ª            | non qualificata | non qualificata |
| Christine Wenzel          | Skeet                       | 68             | 5ª Q           | 89              | 6ª              |

## Tiro con l'arco
Maschile
| Atleta      | Evento      | Round di qualificazione | Round di qualificazione | 32-esimi                  | 16-esimi                  | Ottavi                    | Quarti                    | Semifinali                | Finale                    | Pos.            |
| Atleta      | Evento      | Punteggio               | Seed                    | Avversario Seed Punteggio | Avversario Seed Punteggio | Avversario Seed Punteggio | Avversario Seed Punteggio | Avversario Seed Punteggio | Avversario Seed Punteggio | Pos.            |
| ----------- | ----------- | ----------------------- | ----------------------- | ------------------------- | ------------------------- | ------------------------- | ------------------------- | ------------------------- | ------------------------- | --------------- |
| Camilo Mayr | Individuale | 653                     | 52º                     | Xing Y. (CHN) (13) P 0-6  | non qualificato           | non qualificato           | non qualificato           | non qualificato           | non qualificato           | non qualificato |

Femminile
| Atleta        | Evento      | Round di qualificazione | Round di qualificazione | 32-esimi                  | 16-esimi                  | Ottavi                    | Quarti                    | Semifinali                | Finale                    | Pos.            |
| Atleta        | Evento      | Punteggio               | Seed                    | Avversario Seed Punteggio | Avversario Seed Punteggio | Avversario Seed Punteggio | Avversario Seed Punteggio | Avversario Seed Punteggio | Avversario Seed Punteggio | Pos.            |
| ------------- | ----------- | ----------------------- | ----------------------- | ------------------------- | ------------------------- | ------------------------- | ------------------------- | ------------------------- | ------------------------- | --------------- |
| Elena Richter | Individuale | 642                     | 30ª                     | M. Jager (DEN) (35) V 6-5 | Tan Y.-t. (TPE) (3) P 2-6 | non qualificata           | non qualificata           | non qualificata           | non qualificata           | non qualificata |

## Triathlon
Maschile
| Atleta         | Evento   | Nuoto  | Trans. 1 | Ciclismo | Trans. 2 | Corsa  | Totale    | Classifica |
| -------------- | -------- | ------ | -------- | -------- | -------- | ------ | --------- | ---------- |
| Jan Frodeno    | Maschile | 17'20" | 0'46"    | 58'46"   | 0'28"    | 30'06" | 1h 47'26" | 6º         |
| Steffen Justus | Maschile | 18'07" | 0'42"    | 59'36"   | 0'31"    | 30'16" | 1h 49'12" | 16º        |
| Maik Petzold   | Maschile | 17'23" | 0'42"    | 58'47"   | 0'31"    | 33'00" | 1h 50'23" | 31º        |

Femminile
| Atleta        | Evento    | Nuoto  | Trans. 1 | Ciclismo  | Trans. 2 | Corsa  | Totale    | Classifica |
| ------------- | --------- | ------ | -------- | --------- | -------- | ------ | --------- | ---------- |
| Svenja Bazlen | Femminile | 19'28" | 0'40"    | 1h 05'29" | 0'33"    | 38'01" | 2h 04'11" | 32ª        |
| Anja Dittmer  | Femminile | 19'25" | 0'44"    | 1h 05'27" | 0'30"    | 35'32" | 2h 01'38" | 12ª        |
| Anne Haug     | Femminile | 19'44" | 0'42"    | 1h 06'59" | 0'28"    | 33'42" | 2h 01'35" | 11ª        |

## Vela
Maschile
| Atleta                          | Evento | Regata | Regata | Regata | Regata | Regata | Regata | Regata | Regata | Regata | Regata | Regata | Punteggio Totale | Punteggio Netto | Classifica |
| Atleta                          | Evento | 1      | 2      | 3      | 4      | 5      | 6      | 7      | 8      | 9      | 10     | M      | Punteggio Totale | Punteggio Netto | Classifica |
| ------------------------------- | ------ | ------ | ------ | ------ | ------ | ------ | ------ | ------ | ------ | ------ | ------ | ------ | ---------------- | --------------- | ---------- |
| Toni Wilhelm                    | RS:X   | 3      | 3      | 4      | 9      | 2      | 5      | 6      | 1      | 15     | 13     | 18     | 79               | 64              | 4º         |
| Simon Grotelüschen              | Laser  | 14     | 12     | 19     | 3      | 7      | 8      | 20     | 4      | 13     | 10     | 2      | 111              | 92              | 6º         |
| Patrick Follmann Ferdinand Gerz | 470    | 13     | 17     | 13     | 16     | 9      | 10     | 11     | 14     | 9      | 10     | EL     | 122              | 105             | 13°        |
| Frithjof Kleen Robert Stanjek   | Star   | 6      | 9      | 8      | 7      | 4      | 6      | 17     | 11     | 9      | 4      | 6      | 87               | 70              | 6º         |

Femminile
| Atleta                               | Evento       | Regata | Regata | Regata | Regata | Regata | Regata | Regata | Regata | Regata | Regata | Regata | Punteggio Totale | Punteggio Netto | Classifica |
| Atleta                               | Evento       | 1      | 2      | 3      | 4      | 5      | 6      | 7      | 8      | 9      | 10     | M      | Punteggio Totale | Punteggio Netto | Classifica |
| ------------------------------------ | ------------ | ------ | ------ | ------ | ------ | ------ | ------ | ------ | ------ | ------ | ------ | ------ | ---------------- | --------------- | ---------- |
| Moana Delle                          | RS:X         | 4      | 5      | 2      | 5      | 9      | 5      | 4      | 9      | 3      | 2      | 12     | 60               | 51              | 5ª         |
| Franziska Goltz                      | Laser Radial | 26     | 20     | 26     | 24     | 18     | 42 DNF | 28     | 15     | 42 DSQ | 21     | EL     | 262              | 220             | 26ª        |
| Friederike Belcher Kathrin Kadelbach | 470          | 19     | 2      | 7      | 13     | 15     | 5      | 6      | 5      | 14     | 11     | 6      | 103              | 84              | 8ª         |

Open
| Atleta                            | Evento | Regata | Regata | Regata | Regata | Regata | Regata | Regata | Regata | Regata | Regata | Regata | Regata | Regata | Regata | Regata | Regata | Punteggio Totale | Punteggio Netto | Classifica |
| Atleta                            | Evento | 1      | 2      | 3      | 4      | 5      | 6      | 7      | 8      | 9      | 10     | 11     | 12     | 13     | 14     | 15     | M      | Punteggio Totale | Punteggio Netto | Classifica |
| --------------------------------- | ------ | ------ | ------ | ------ | ------ | ------ | ------ | ------ | ------ | ------ | ------ | ------ | ------ | ------ | ------ | ------ | ------ | ---------------- | --------------- | ---------- |
| Hannes Baumann Tobias Schadewaldt | 49er   | 17     | 5      | 20     | 19     | 15     | 9      | 7      | 14     | 3      | 1      | 10     | 9      | 12     | 13     | 8      | EL     | 162              | 142             | 11º        |